# 重性抑郁障碍
（, MDD），又译重度抑郁症（简称重鬱症），也译抑郁症，是一種精神疾患，特徵為超過兩周的大多數時間都抑郁不已。常常伴隨著沒有精神、對一般休閒活動沒有興趣、沒來由的疼痛及自尊心低落。患者可能會有妄想或者出現幻觉。有些患者的憂鬱症發作時期分為好幾年，可能有段期間與常人無異，但其他時間一直出現憂鬱症症狀。重度憂鬱症會對日常生活、工作、教育、睡眠、飲食習慣與整體健康造成負面影響。在成年的憂鬱症患者中，有2至8%死於自殺；而大約半數的自殺身亡者患有憂鬱症或其他情感障礙。
據信此症的成因是遺傳、環境及心理因素的綜合體。危險因子有家族病史、某些藥物、藥物濫用、慢性健康問題以及生活中的重大變動，有約四成的危險因子與遺傳有關。診斷是基於患者陳述的經歷與精神狀態檢查結果；此症沒有實驗室檢驗的方法，但是可以透過測驗排除類似症狀的病症。重度憂鬱比生活的悲傷情緒嚴重得多，持續時間也更長。美國預防服務工作小組（USPSTF）建議十二歲以上者進行憂鬱症篩檢，但是考科藍合作組織發現常規的篩檢問卷對發現或治療此症幾乎沒有幫助。
一般的治療方式是對患者進行心理諮商或提供抗憂鬱藥。藥物是有效的，但效果可能只對嚴重的患者較顯著。藥物是否影響自殺風險尚無定論。可以使用的心理諮商類型包含認知行為療法（簡稱為 CBT）與人際取向心理治療。若其他治療措施都無效，可能考慮採用電痙攣療法。若病例有自傷風險，住院可能是必要措施，在某些情況下甚至可能採用強制送醫的方式。
2015年，約有2.16億人患有重度憂鬱症，佔全世界人口3%。終身盛行率比例在各國差異甚大，從日本的7%到法國的21%；已開發國家較開發中國家為高，前者為 15%，後者為 11%。此症造成第二多的健康生命損失年，僅次於下背痛。好發於 20 多歲至 30 多歲者之間，女性患者的比率是男性的兩倍。1980年，美國精神醫學學會將此症納入精神疾病診斷與統計手冊第三版（DSM-III），在第二版（DSM-II）中，原本將此症視為神經症的分支，在當時那一版，神經症也包含了持續性抑郁症和適應障礙症。剛患病或有病史的患者可能會遭到汙名化。

## 症状和体征
重度抑郁症是一种对患者家庭、人际关系、工作、学习、日常饮食与睡眠，以及其他身体功能产生负面影响的严重疾病。它对人体功能与生活质量的影响可以与糖尿病等慢性生理疾病相提并论。
重度抑郁症发作的最典型的症状包括：患者长期处于极度憂鬱的情緒状态中，对以前感到有趣的活动失去兴趣甚至失去自身的身體活動力(例如：難以自己穿脫衣服、進食等等)，無法正面思考為患者最明顯的特徵，認為生活是種痛苦，认为自己的人生毫无价值、极度的罪恶感、對人事物的懊悔感、无助感、對未來感到绝望和自暴自弃。有时患者会感到难以集中注意力和记忆力减退、時間感變慢（尤其是忧郁型和精神病性抑郁症）。患者还表现出回避社交场合和社交活动、性冲动减退、有自杀念头或反复想到死亡等症状。失眠也是一种常见症状，而睡眠週期也會有所混亂，早醒最为常见，有时也会有嗜睡的情况，但这种情况相对少见。没有食欲、体重降低也是常见症状，但是偶尔也有食欲增加、体重增加的情况。患者还可能会感到一些生理方面的症状，尤其是发展中国家的患者可能会有疲劳、头痛和肠胃问题发生。患者的亲友还可能会注意到患者躁动不安或无精打采。
老年新发病的患者可能会伴有认知方面的问题，比如健忘或者明显的移动缓慢。抑郁症经常与老年患者中常见的生理疾病同时存在，比如中风，其他心血管疾病、帕金森氏症或慢性阻塞性肺病。
在严重的病例中，患者從自覺思觉失调轉而到失控妄想，比如認為自己的一個小小行為對不起別人，乃至對不起全世界。或加入擬真（通常令人不快的）幻觉，比如認為自己的腸子不活動，乃至腹內空無一物。
儿童患者则一般表现出急躁易怒（易激惹）而不是抑郁心境。不同年龄和不同情况的儿童患者会表现出不同症状，最常见的是对学校失去兴趣和学习成绩下降、过分依赖、充满不安全感。由于这些症状常常被认为是普通的情绪低落，所以可能造成延误诊断甚至漏诊。抑郁症可能与注意力不足过动症同时发生，这使得两种疾病的诊断和治疗都变得更复杂。

## 病因
素質—壓力模型預測當人們本身的傾向與壓力加在一起，超過一定水平就會發病。
引起嚴重抑郁症的原因尚不清楚。但已經提出生物心理社會模式，這指出生物學，心理學和社會學因素在引起抑郁症中都起著重要作用。素質－壓力模式則指出了當一個預先存在且易受傷害的脆弱體質或身體素質，被極其緊張的生活事件所激活，抑郁症就會發生。預先存在易受傷的身體素質可以是遺傳的，意味著在自然與養育之間相互作用，或造因於童年時期對世間的觀念。童年時期被虐待，不論是身體虐待，性虐待或心理上的虐待都是引起抑郁症的危險因素。其他如焦慮和藥物濫用是可以共同發生的其他精神問題。兒童時期的創傷也與抑郁症的嚴重程度，對治療缺乏反應和患病時間長有關。童年受創傷後更容易引發精神疾病如抑郁症。也提出了各種基因控制易患病性。
素質－壓力模式则认为抑郁症是患者的既有易感性（素质）被生活中的应激事件激活。患者的这种易感性可以是由于遗传所造成的，从而涉及到先天与后天的相互作用，或者是一种图式，患者在儿时通过学习所得到的特定认知模式。以上这两种互动模式都得到了实验的支持。例如，新西兰的研究人员采用预测法研究抑郁症。实验中研究人员长时间跟踪一群原本健康的人，并记录与抑郁症有关的情况。最终研究人员得出结论，人体内5-羟色胺转运体（5-HTT）基因影响到人们是否在应对应激事件时持续体验到抑郁。他们特别指出：抑郁症更容易发生在有一个或二个5-羟色胺转运体的短等位基因的人身上。
一项瑞典的研究估计了抑郁症的遗传几率，对女性来说大约为40%，对男性约为30%。演化心理学家认为使人们患抑郁症的基因早已存在于自然选择的历史中。如果患者长期服用精神类药物，例如长期使用镇静剂和安眠药，也会产生类似于重度抑郁症的症状。这些症状是由药物的副作用或者药物的戒断反应引起的，被称为精神活性物质所致精神障碍，而不属于重度抑郁症。

### 神經科學及生理心理學方面的因素

#### 单胺
研究人员发现，大多数已知的抗抑郁药会增加一种或多种单胺类神经递质在脑内的水平。单胺类神经递质包括：血清素、去甲肾上腺素和多巴胺。抗抑郁药会提高这些物质在大脑神经元之间（突触）的水平。也有一些药物直接影响神经元之间的感受器，从而起到相同的作用。
研究人员认为，在单胺类神经递质中，血清素被用来调节其他神经递质系统，血清素活性降低会导致这些系统处于失调状态，因此当血清素水平降低时，会造成正腎上腺素水平降低，而正肾上腺素水平降低会使人产生抑郁的感觉（“允许性假说”）。已经观察到一些已知的抗抑郁药会直接提高去正肾上腺素水平，其他一些抗抑郁药物会提高多巴胺的水平。根据以上观察结果，研究人员提出了单胺假说，按当时刚提出的说法就是：“一种神经递质的减少对应着一些抑郁症的症状，即甲肾上腺素可能与人的警觉和能量有关，同时也与焦虑、注意力和对生活的兴趣有关；（缺乏）血清素则对应焦虑、强迫观念和行为；多巴胺对应注意力、积极性、愉悦和奖赏机制，同时也与患者对生活的兴趣有关。”这种假说的支持者提出：患者应当针对最突出的症状选择有特殊机理的抗抑郁药，即焦虑与暴躁的病人应该选择选择性5-羟色胺再摄取抑制剂（SSRIs）或者5-羟色胺和去甲肾上腺素再摄取抑制剂（SNRIs），感到能量丧失和生活无趣的病人应选择能提高多巴胺和正肾上腺素水平的药物。

一个神经元的轴突和另一个神经元的树突之间的突触示意图。突触是神经元之间一种特殊的间隙。动作电位到达轴突的终端触发化学信息包——神经递质的释放。这些神经递质扩散穿过突触的间隙到达临近树突的受体，引发突触后电位。电位一旦释放神经递质会被迅速代谢或者被泵回收。抗抑郁药会影响这些过程以改善抑郁症状。

在过去的20年裡，单胺假说的局限性越来越突出。它无法对以下观察到的各种现象提供充分的解释：人们早就知道噻萘普汀和奥匹哌醇有抗抑郁作用，但是前一种药物属于单胺类神经递质回收增强剂（会降低单胺类神经递质的水平），而后者对单胺类神经递质系统无影响。一些药物会减少单胺类神经递质，但是这类药物并没有在健康人身上造成抑郁症，也没有恶化抑郁症患者的病情。这些观察结果使得单胺假说在精神病学领域内受到质疑。尽管如此，抗抑郁药确实需要完整的单胺类神经递质系统来取得临床效果。

#### 其他理论
核磁共振扫描显示患者的大脑与健康人的大脑结构有所不同。尽管结论有矛盾之处，元分析显示有足够的证据表明患者脑内海马体体积减小，脑部高信号异常增加。这些高信号与晚年发病有关，这一观察结论促进了血管性抑郁的相关理论的发展。
重度抑郁症可能与海马体（大脑中的情绪与记忆中心）的神经发生有关。有些患者身的海马体神经元减少，这有可能造成了记忆力受损和心境抑郁。抗抑郁药物会通过提高5-羟色胺在脑内的水平，可能由此刺激了神经发生，导致海马体的质量增加并最终可能使患者恢复正常的心境与记忆力。抑郁症与大脑内的前扣带皮层中调整情绪的区域也有类似关系。脑源性神经营养因子是负责神经发生的神经营养因子之一。与健康人相比，抑郁症患者血浆中的脑源性神经营养因子急剧减少（减少逾3倍），抗抑郁药能提高这种营养因子的血浓度，从而有助患者康复。尽管这种现象也在许多其他精神障碍中被发现，但是有证据表明脑源性神经营养因子与抑郁症的发作和抗抑郁药的机理有关。
重度抑郁症可能还与过分活跃的下丘脑-垂体-肾上腺轴有关。患者HPA轴的活动与神经-内分泌系统对应激的反应类似。研究显示患者的皮质醇水平上升、脑垂体和肾上腺增大，提示内分泌系统的紊乱可能在包括重度抑郁症在内的一些精神障碍中扮演了一定的角色。下丘脑对促肾上腺皮质释放激素的过多释放被认为导致了这种现象，并且与认知和觉醒有关的症状有联系。

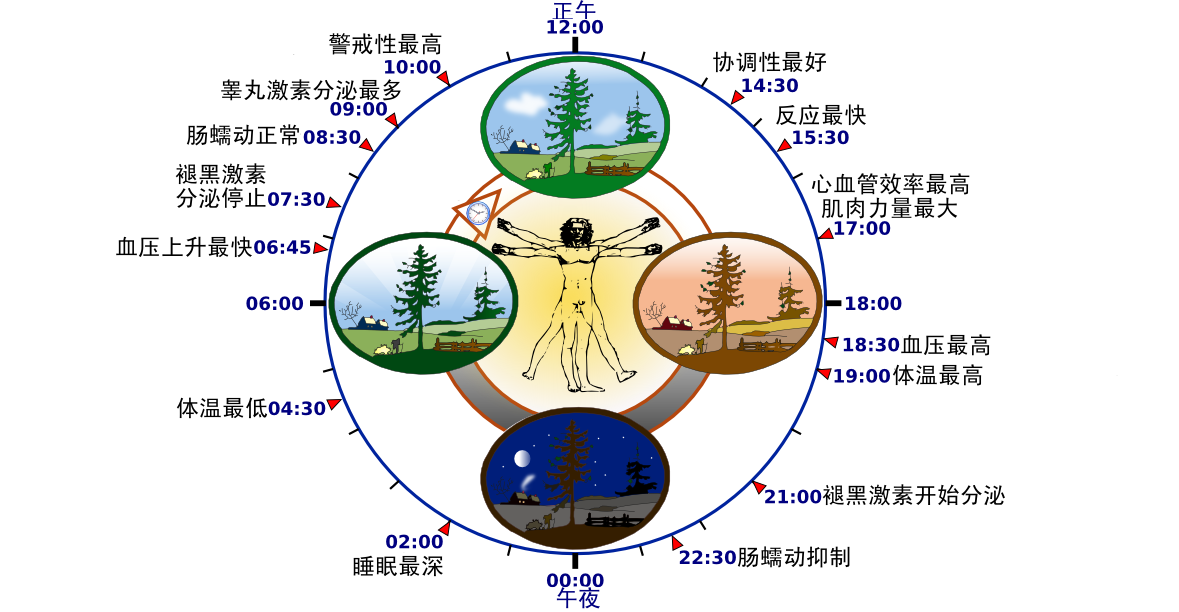
抑郁症可能和大脑中控制睡眠觉醒周期的机制有关。

重度抑郁症可能与不正常的昼夜节律（生物钟）有关。例如，患者更快达到快速动眼期（梦发生在快速动眼期）并且更强烈。快速动眼期必须在脑干中的5-羟色胺水平降低时才能达到，并受到能提高脑干中5-羟色胺水平的化合物（例如抗抑郁药）的影响。总体上，5-羟色胺系统在睡眠时最不活跃，在清醒时最活跃。睡眠剥夺导致的长时间清醒会激活5-羟色胺能神经元，造成与选择性5-羟色胺再摄取抑制剂之类的抗抑郁药相似的疗效。在一晚上的睡眠剥夺之后患者可能感到情绪明显变得轻松。选择性5-羟色胺再摄取抑制剂可能依靠增加中枢神经5-羟色胺能传导来取得疗效，这个系统也与睡眠觉醒周期有关。
关于光照疗法对季节性情绪失调的疗效的研究提示光照剥夺与5-羟色胺能系统活动降低和睡眠周期异常（特别是失眠）有关。光照使得5-羟色胺系统，这一在抑郁症中可能扮演着重要角色的系统的作用增强。睡眠剥夺与光照疗法以及抗抑郁药都针对相同的脑源性神经营养因子和脑部区域。现在这些疗法已被用在临床治疗当中。光照疗法、睡眠剥夺和睡眠时间移置（睡眠周期提前疗法）被联合应用来快速打破住院患者的深度抑郁。
抑郁发作的风险在青春期之后和怀孕期间增加，而在更年期之后降低提示高雌激素水平可能与抑郁症有关。相反地，经期前和产后的低雌激素水平也与抑郁发作的风险增加有关。尽管一些规模较小的试验显示雌激素的运用有希望预防或治疗抑郁症，但是这种疗法的运用尚在研究之中，其疗效的证据依然不充足。雌激素替代疗法对改善更年期的心境有效，但是否仅仅是更年期症状有所改善还有待观察。
其他研究发现一些与细胞功能有关的物质：细胞因子和必要的营养素可能与抑郁症有关。重度抑郁症患者的症状和病态行为（当免疫系统在抗击感染时的身体反应）很相似。这增大了抑郁症是一种异常病态行为的可能性，这种行为由细胞因子非正常循环所造成。缺乏一些特定的营养，特别是钴胺素和叶酸也与抑郁症有关。其他营养素，例如铜和镁以及维生素A也与抑郁症有一定的关系。

### 人格或認知心理學方面的因素
人格与人格发展的许多方面构成了抑郁的发作与持续。抑郁发作与负面事件之间有直接關联，受个人的性格所影响、应对负面事件的方式可能与他们的抑郁发作有关。低自尊心、自暴自弃或者歪曲的认识可能与抑郁症有关。抑郁症在笃信宗教的人身上更不容易发生并且更容易消除。哪些心理因素造成了抑郁症或者对抑郁症造成影响现在还不是完全清楚，但是纠正思维模式后，患者的心境与自尊心都会改善。
美国心理学家艾伦·贝克于1960年代初发展了现在被称为抑郁的认知模式的理论。他主张三个观念引起了抑郁症：一、认知三合一模式——关于自己，关于周围世界，关于自己的未来的消极认知；二、反复的消极认知模式或图式；三、歪曲的信息处理。根据这一理论，他发展了系统化的治疗方法——认知行为疗法。而根据美国心理学家马汀·塞利格曼（Martin Seligman），人类的抑郁症状与实验室动物的习得性失助类似。
患者经常因为消极的事件而责怪自己；与之对应的是，1993年一项针对因抑郁症住院的青少年的研究显示，即使事情有积极的结果他们也并不感到满意，这显示出典型的抑郁素质或悲观主义。根据加拿大心理-社会心理学家阿尔伯特·班杜拉（Albert Bandura）的社会学习理论：基于失败的经历、对失败的社会模型的观察、缺乏社会支持和他们自己的身体和情感状态（包括紧张和压力），抑郁症患者对自己产生消极的认识。这造成了消极的自我概念和自我效能感的缺失，即患者不相信他们能对事物产生影响或者达成目标。
一项女性抑郁症的调查显示，心理易感因素如早年丧母、缺乏值得信任的关系、负责照看更年幼的孩子以及失业可以和生活紧张性刺激互相影响增加患抑郁症的风险。对于老年人，易感因素往往是健康问题、与子女或配偶转换角色（由照顾者变为被照顾者）、重要伙伴的逝世、因朋友的健康问题所造成的社会关系改变等。
精神分析学、存在主义心理学、人本主义心理学也有关于抑郁症本质的理论。根据奥地利精神病专家西格蒙德·弗洛伊德的经典精神分析理论，抑郁症或精神忧郁症可能与人际关系丧失和早年经历有关。存在主义心理学家则把抑郁症与现时存在意义和未来愿景的缺失相联系。存在主义心理学的奠基人——美国心理学家亚伯拉罕·马斯洛则认为当人们无法满足需求或者自我实现以认识到自己的潜力时，抑郁症可能发作。

### 社会因素
贫穷和与社会孤立通常会提高患精神问题的风险。儿时遭受虐待（身体、情感、性或者被忽视）会提高往后患上抑郁障碍的风险；家庭功能受损，例如父母（尤其是母亲）患抑郁症、严重的夫妻冲突或离婚、失去双亲或者其他使家庭功能受损的情况都是患病的风险因素。在成年以后，生活应激事件与重性抑郁发作有很强的联系。尤其第一次发作比复发更容易由生活应激事件引发。
是缺乏社会支持造成了应激事件增加进而引发抑郁症，或者是社会支持的缺乏直接引发抑郁症，生活应激事件与社会支持之间的关系尚有争议。犯罪或违禁药物造成的不和谐的邻里关系是发病的危险因素，而融洽宜人的邻里关系则是防止抑郁症的保护因素。儘管各种各样的因素交错混杂，但是恶劣的工作条件，特别是费力且只有很少的自主决定权的工作，可能与抑郁症有关。

### 演化论观点
从演化心理學的观点来看，有些重度抑郁症的产生可能是为了促进个体的繁殖的能力。抑郁症的进化论观点和演化心理学认为基于抑郁症的高遗传性和高流行性，抑郁症的某些部分可能有一定的环境适应性，例如与依附和社会阶级有关的部分。由此，该理论认为抑郁症的基因可能已经被整合进人类基因库。患者的行为可以被解释为对人际关系和资源管理的适应，尽管结果往往是与当今环境不适应。
从咨询心理学的角度看，治疗师可以不把抑郁症看成是生物化学方面的疾病或障碍，而是把它看作是“一套由一个种群进化的、几乎总是由一种观念激活的、造成个体总是过度消极和能力严重降低的情感程序，有时它与罪恶感、羞愧感和孤立感相关”。这套程序可能显示了在人类过去的狩猎时期，因为狩猎能力衰退而被边缘化的老龄猎手，可能以被疏远的成员的身份继续在当今社会存在，这种被边缘化而产生的无用感可能提示患者需要来自朋友和家人的支持。另外，考虑到躯体疼痛被进化来阻止造成进一步伤害的行为，一种相似的行为——“心理疼痛”可能被进化来阻止患者对恶劣环境的草率和不适应的反应。

### 物质滥用
例如酒精和苯二氮䓬类药物，某类镇静剂增加了患一种与重度抑郁症表现类似的综合征的概率，所以对于表现出直接与物质有关的生理反应的病人，精神疾病诊断与统计手册排除了重度抑郁症的诊断。这类药物的神经化学效果例如减少5-羟色胺和去甲肾上腺素水平，可能导致了患这种综合征的概率增加。酗酒或者过度饮酒明显增加了患这种综合征的几率。长期使用苯二氮䓬类药物（一类用于治疗失眠、焦虑和肌肉痉挛的常见药物，例如安定）也会增加患病风险。慢性的严重抑郁症状可能是长期使用苯二氮䓬类药物的结果或者是长期的戒断综合征。

## 诊断

### 临床评估
临床评估可以由家庭医生、精神科医生或臨床心理學家作出。临床评估需要记录病人的当前状况、病史和症状，还要记录家庭病史以了解病人家庭成员是否有过情感障碍，并且讨论病人是否有酒精或药物滥用。临床评估也包括了精神状态评估（用来评估病人的情绪和思想，特别是病人是否绝望或悲观主义，是否有自残或自杀倾向，是否缺乏积极的想法或计划）。在农村地区，专业的心理健康服务十分缺乏，诊断和控制病情主要依赖于基层医生。这种现象在发展中国家更加严重。单一评定量表的评分不能用来确诊抑郁症，但是它的确提供了关于一段时间内症状严重程度的指标，所以对于评分高于某一定点的人可以更多地考虑确诊为抑郁症。有几种评定量表被用于这个目的。尽管有人提倡对抑郁症进行广泛筛查，但是有证据表明广泛筛查并不能提高检出率也不能改善治疗效果或结果。
初级保健医生和其他非精神科医生往往对诊断抑郁症力不从心。非精神科医生漏诊三分之二的病人，并且治疗其他不需要治疗的病人。
在开始诊断重度抑郁症之前，医生通常会对患者进行一次体检和一些特定的检查来排除其他造成相似症状的疾病。这些检查包括血液检测：检查促甲状腺激素和甲状腺素来排除甲状腺机能减退；检查基本电解质和血钙来排除代谢紊乱，做一次全血细胞计数包括红细胞沉降率来排除系统性感染或慢性疾病，同时也要排除药物或者其他物质滥用的因素，另外还需要检查睾酮水平以诊断性腺功能低下症，这种疾病会引起男性抑郁。
老年患者可能会主观描述认知方面的问题，但是这也可能是失智症（例如阿兹海默病）发作的先兆。抑郁是常见的失智症初期症状。认知测试和脑部成像可以把失智症从抑郁症中鉴别开来。对于精神病性的，快速发病的或者有罕见症状的，需要CT扫描以排除大脑病变。但没有生物学测试可以直接确诊重度抑郁症。除非有医学上的迹象，否则在以后的复发周期中不再进行详细检查。

### DSM-IV-TR和ICD-10诊断标准
对重度抑郁症最广泛使用的诊断标准是美国的精神疾病诊断与统计手册第四版修订版（DSM-IV-TR）和世界卫生组织的国际疾病与相关健康问题统计分类（其中上述称本文描述的疾病为复发性抑郁障碍）。后者常用于欧洲国家，前者则常用于美国和许多其他非欧洲国家。两者的作者共同合作以确保两者的一致性。
重度抑郁症在DSM-IV-TR中被归为心境障碍类。对重度抑郁症的诊断依赖于单次或复发的重性抑郁发作。其他诊断指标则用来定性发作本身和病程。如果抑郁发作的表现不符合重性抑郁发作的标准则被诊断为非特异性抑郁障碍。ICD-10不用“重度抑郁症”这个词，但是它列出了十分相似的诊断标准来诊断抑郁发作（轻度，中度或重度）；如果多次抑郁发作且没有躁狂发作则加上“复发性”这个词。

#### 重性抑郁发作
一次重性抑郁发作的表现为严重的心境抑郁且持续两周以上。发作可能是单次的也可能是复发性的。根据严重程度重性抑郁发作被分为轻度（较少症状超过最低诊断标准）、中度、重度（对社会功能和工作能力造成严重影响）。有精神病症状——通常被称为精神病性抑郁症——则被自动定为严重。如果患者有躁狂或轻躁发作则应为被诊断为双相障碍。没有躁狂发作的抑郁症有时被称为单相障碍，因为病人的始终在一种情绪状态中。
如果消极情绪持续并且发展出重性抑郁发作的典型症状，丧恸有时会转变为抑郁发作。尽管如此，DSM-IV-TR排除了由丧恸造成的案例。这一标准受到批评，因为它没有把可能造成抑郁的个人生活和社会环境的其他方面考虑在内。另外，研究也几乎没有找到证据支持DSM-IV-TR的排除标准，这一标准可能只是诊断上的一种基于抑郁严重程度和持续时间的约定俗成：DSM-IV-TR排除了一系列相似的诊断包括心境恶劣障碍——一种慢性但是相对较轻的心境紊乱，复发性短暂抑郁障碍——发病持续时间更短，轻度抑郁障碍——只包括一些重性抑郁的症状，有抑郁心境的适应性障碍——由一种特定的事件或应激产生的心理反应。

### 亚型
为了对重度抑郁症的病程、严重程度和特殊心理表现进行区分，（2000年出版）确认五种重度抑郁症亚型：
- 忧郁型抑郁障碍：表现为患者对绝大多数或者所有活动失去兴趣，对于愉快的刺激失去反应，抑郁心境且比丧恸或失去亲人更严重，在早上情况更差，早醒，精神运动性阻滞，体重迅速降低（注意与神经性厌食症区分）或者过度的罪恶感[147]。
- 非典型抑郁障碍：表现为特殊情绪反应（异相失乐症）和积极想法，明显的体重增加或者胃口增加，睡眠过度或不睡觉（轻躁）感到四肢沉重（称为铅样麻痹）和因为对人际关系的拒绝特别敏感所造成的明显的社交损伤[148]。
- 紧张性抑郁障碍：是重度抑郁症的一种少见但是严重的形式，包括运动功能紊乱和其他症状。病人经常保持缄默且僵直，或者不能活动或做无目的甚至是怪诞的动作。紧张性抑郁障碍也发生在精神分裂症患者身上或者在躁期也可能由神经阻滞剂恶性综合征引起[149]。
- 产后抑郁症：定义为与产后期有关的轻度心理和行为障碍且不能归为其他类别[150]）指女性在分娩后体验到的强烈的、持续的、有时有功能损伤的抑郁障碍。产后抑郁症在新妈妈中的发生率为10-15%，且一般在分娩后三个月内发作，并可以持续三个月[151]。
- 季节性情绪失调：一种抑郁症的形式，它通常在秋季或冬季发作，在春季缓解。对这种病的诊断要求患者在至少两年的时间里，至少在寒冷季节发作两次，且在其他时节从未发作[152]。

在DSM-5（2013年更新版）中，区分为六种亚型：
- “忧郁型抑郁症”的特征是在大多数或所有活动中失去快乐，对快乐刺激失去反应，抑郁情绪比悲伤或失落更明显，早上症状恶化，早醒、精神运动迟缓、体重过度减轻（不要与神经性厌食症混淆）或过度内疚。 [153]
- “非典型抑郁症”的特点是情绪反应性（矛盾的快感缺乏）和积极性，体重显着增加或食欲增加，过度睡眠或嗜睡，四肢沉重感（称为铅样瘫痪）以及明显的长期睡眠障碍。术语“社交障碍”是由于对感知到的人际关系过度敏感而造成的。 [154]
- “紧张性抑郁症”是一种少见且严重的重度抑郁症，涉及运动行为障碍和其他症状。在这里，这个人保持沉默，乃至几乎僵直，要么一动不动，要么表现出无目的甚至奇怪的动作。紧张性症状也出现在精神分裂症或躁狂发作中，或者可能由抗精神病药恶性综合征引起。 [155]
- “围产期抑郁症”是指女性在产后或怀孕期间经历的强烈、持续、有时甚至致残的抑郁症。 DSM-IV-TR 使用“产后抑郁症”分类，但这一分类已更改为不排除怀孕期间女性抑郁的病症。围产期抑郁症在新妈妈中发病率为 3-6%。 DSM-5 规定，如果在怀孕期间或分娩后 1 个月内抑郁症发作，则属于围产期发病的抑郁症。 [156]
- “季节性情感障碍”（SAD）是抑郁症的一种形式，抑郁症发作在秋季或冬季，并在春季缓解。如果在两年或更长时间内，在较冷的月份中至少发生过两次发作，并且在其他时间没有发生过，则可以做出诊断。 [157]
- DSM-5 中添加了“伴有焦虑困扰的抑郁症”，以强调抑郁症或躁狂症与焦虑症之间常见的共存现象，以及提示患有焦虑症抑郁症患者的自杀风险，以这种方式指定还可以帮助诊断患有抑郁症或双相情感障碍的患者。 [158]

### 鉴别诊断
要确认对病人重度抑郁症的诊断最为恰当，必须排除其他可能的诊断，包括心境恶劣障碍、有抑郁心境的适应性障碍或者双相障碍。心境恶劣障碍是一种慢性的、相对较轻的心境紊乱，病人在至少两年的时间段内几乎每天都情绪低落。心境恶劣障碍的症状没有重度抑郁症严重，但是心境恶劣障碍病人更易受到叠加的重性抑郁发作的困扰（有时被称为双重抑郁症）。有抑郁心境的适应性障碍是由一种特定的事件或应激产生的心理反应所引起的心境紊乱。适应性障碍的情绪和行为上的症状虽然明显但是不符合重性抑郁发作的标准。双相障碍，之前被称之为躁郁症，这种病的特点是抑郁期和躁狂期或轻躁期轮流交替。现在有关于抑郁症是否应该被单独归为一类的争论，因为被确诊为重度抑郁症的病患也经常会体验到轻躁症状，提示各种心境障碍应当是一个连续体。

## 预防
一项2008年的分析发现行为干预（例如人际关系疗法）对于预防新的抑郁发作有效。因为这种干预在对个体或一小组人实施时最有效，所以有建议通过互联网实施是最高效的方式。但是一个较早的元分析指出有能力增强措施的预防计划从总体上来讲比行为导向的预防计划更胜一筹。他们还发现行为导向的预防计划尤其对老年人没有帮助，对于老年人来说只有社区支持计划对他们有效。最好的预防计划包括超过8次咨询，每次持续60到90分钟，由社工和专业人士一起实施，必须要有高质量的研究设计，报告流失率，和严格制定的干预措施。

## 治疗
三种最常见的抑郁症治疗方法是心理治疗、药物治疗和电休克疗法。
对于18岁以下的患者心理疗法是首选，对所有患者来说电休克疗法是最后手段。治疗一般在门诊进行但是对于有明显的自残或伤害他人倾向的病人应当入院治疗。许多研究报告体育锻炼对治疗有积极效果。
在发展中国家，治疗手段被大大限制。当涉及到心理健康方面的内容时，病人常常难以获得药物治疗和心理治疗。在许多国家中心理健康服务非常少，抑郁症被看作是一种发达国家才有的现象，而不是一种固有的，威胁到生命的状况，尽管证据显示结果恰恰相反。

### 心理治疗

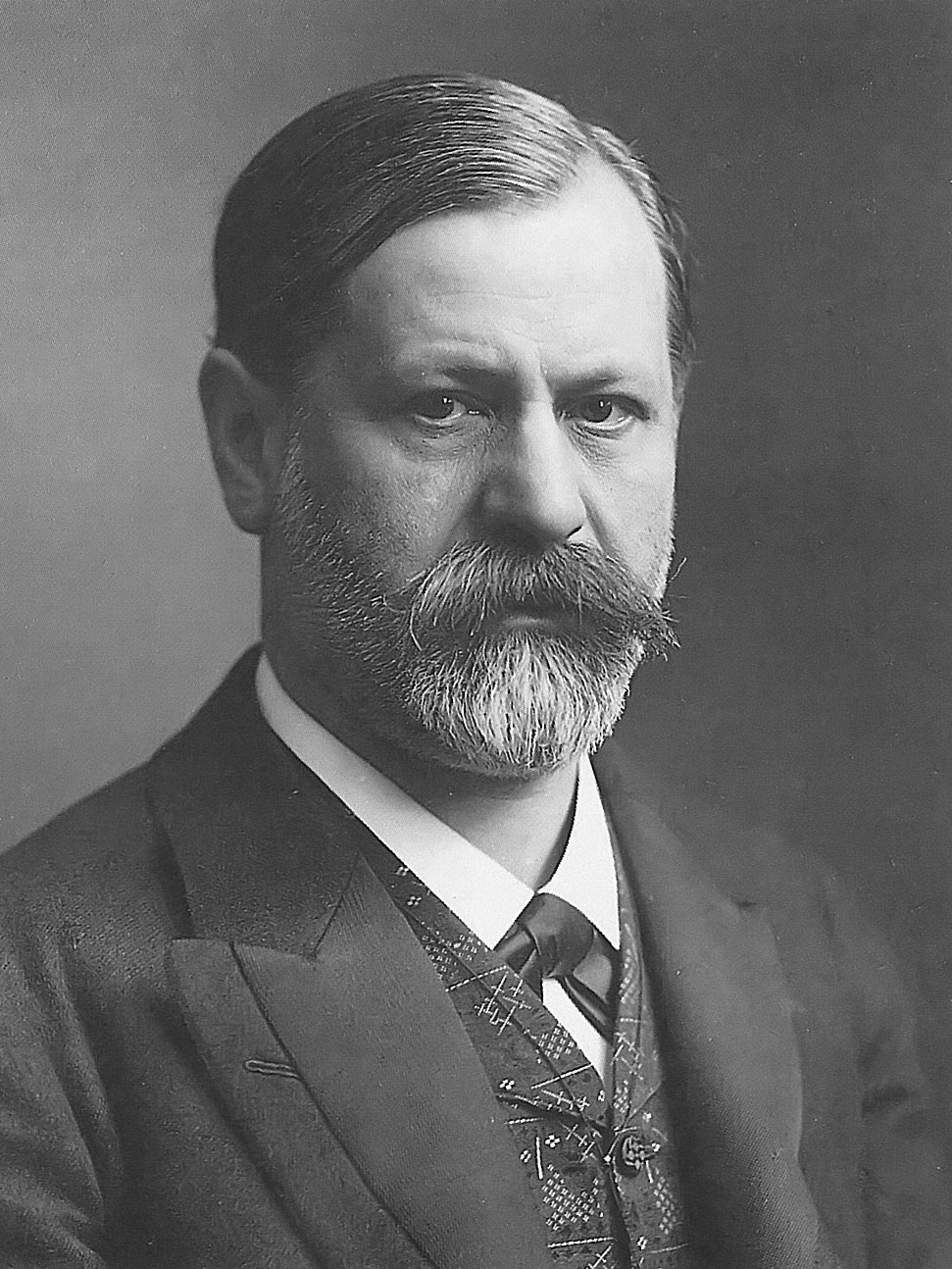
奥地利精神病专家西格蒙德·弗洛伊德。

心理治疗可以对个人或者一组人实施。它可以由心理治疗师、精神科医生、心理学家、门诊社工、咨询师和精神科护士来实施。对于更复杂的和慢性的抑郁症，可能需要使用药物和心理的联合疗法。对于儿童和18岁以下青少年，只有在结合心理治疗（例如认知行为疗法，人际关系疗法或家庭疗法）的情况下才能给予药物治疗。心理治疗对老年患者有效。成功的心理治疗不但可以减少抑郁症的复发，并且在治疗终止或者换成偶尔一次的辅助咨询之后仍然能维持效果。
研究的最多的心理治疗是认知行为疗法。它被认为通过教授咨客一系列有用的认知和行为技能来达到治疗目的。早先的研究显示认知行为疗法没有药物治疗有效，但是1996年的一项研究显示对于中度至重度的抑郁症，认知行为疗法可以与抗抑郁药一样有效。总的来说，认知行为疗法在青少年患者中有效，尽管一个系统性的评估显示没有足够的证据表明这种疗法对严重的抑郁发作有效。氟西汀和认知行为疗法的联合治疗没有显示更好的疗效，或者最多只有少量改进。有几项指标显示了认知行为疗法在治疗青少年患者的成功之处：更高水平的理性思维，更少的绝望情绪，更少的消极思维，更少的认知扭曲。
有几种认知行为疗法的变体被用于患者的治疗，最值得注意的是理性情绪行为疗法和最近才有的正念认知疗法。
人际关系疗法专注于可能造成抑郁症的社会和人际关系因素。这项治疗由几次（通常是12次）每周一次的结构化的咨询组成，这些治疗专注于人际关系。这项治疗可以培养社交能力以使得患者更易与人沟通，进而减少压力。
精神分析学，一个由西格蒙德·弗洛伊德创立的学派，强调潜意识中心理矛盾的解决，被从业者用来治疗表现出重性抑郁症状的咨客。一种使用更广泛，兼收并蓄的疗法被称为精神动力学疗法。这种疗法部分地基于精神分析学并且附有社会和人际关系目标。一项对于三个短期精神动力学支持疗法试验的元分析显示，这项疗法对于轻度到中度患者与药物治疗具有同样疗效。
存在主义分析疗法是一种由奥地利精神病学家维克多·弗兰克发展的存在主义心理学的治疗形式。这种疗法强调纠正患者的“存在虚无”，这种“存在虚无”与无用和无意义的感觉有关。这种心理疗法可能对青少年患者尤其有用。

### 抗抑郁药

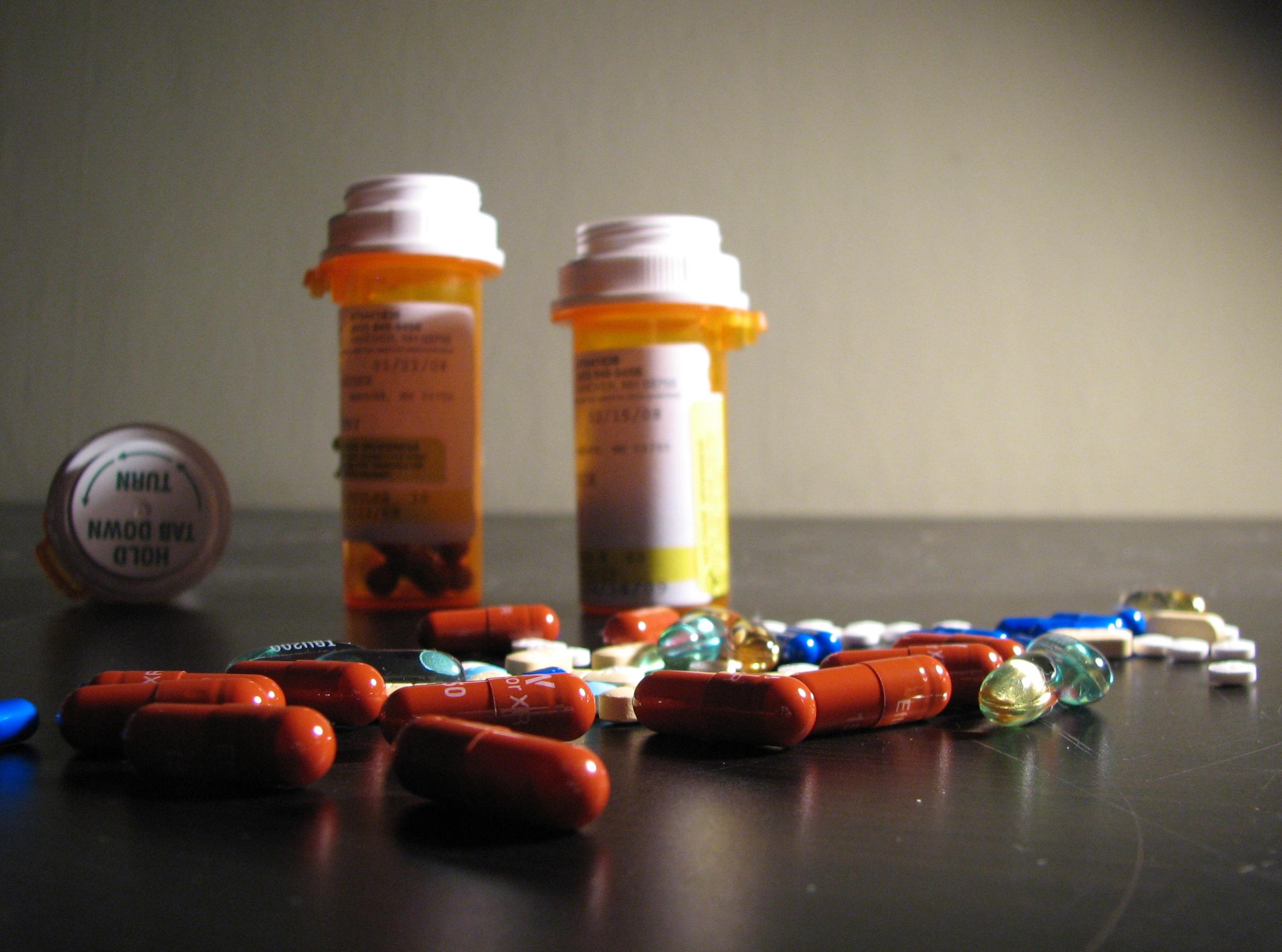
SSRI类抗抑郁药舍曲林，商品名为“左洛复”（Zoloft）。

处方抗抑郁药的效果可以与心理治疗相比，但是相对于心理治疗有更多的患者因为副作用提前终止药物治疗。
为了找到副作用最小效果最好的药物，药物的剂量可以调整，如果必要的话可以尝试不同种类的抗抑郁药混合使用。对于第一种抗抑郁药有反应的比例为50-75%。从开始治疗算起，患者至少需要6-8周时间来达到症状缓和，这时患者可以回到患病前的状态。抗抑郁药物治疗通常在症状缓解以后继续16-20周，以将复发的可能性降至最低。对于有慢性抑郁症的患者，他们可能需要无限期服药以防止病情恶化。
选择性5-羟色胺再摄取抑制剂，例如舍曲林、艾司西酞普兰、氟西汀、帕罗西汀和西酞普兰，往往是处方中主要的药物。这主要得益于这类药物不错的疗效和相对轻微的副作用并且在过量服用的情况下毒性比其他抗抑郁药小。对一种没有反应的患者可以更换成另一种，这在50%的案例中取得了良好效果。另一种选择是换成安非他酮。文拉法辛，一种有着不同机理的抗抑郁药，可能比SSRIs稍稍有效。然而有证据显示文拉法辛可能总体上来弊大于利，所以在英国它不被推荐为一线药物，特别是不鼓励给儿童和青少年使用。对于青少年，艾司西酞普兰和氟西汀是两种推荐药物。抗抑郁药在儿童中作用不大。任何抗抑郁药都可能引起低血钠（也叫低钠血症），不过据报道这种症状在SSRIs中更常见。SSRIs引起或加重失眠并非不常见，在这种情况下可以使用米氮平这种有镇静功能的抗抑郁药。

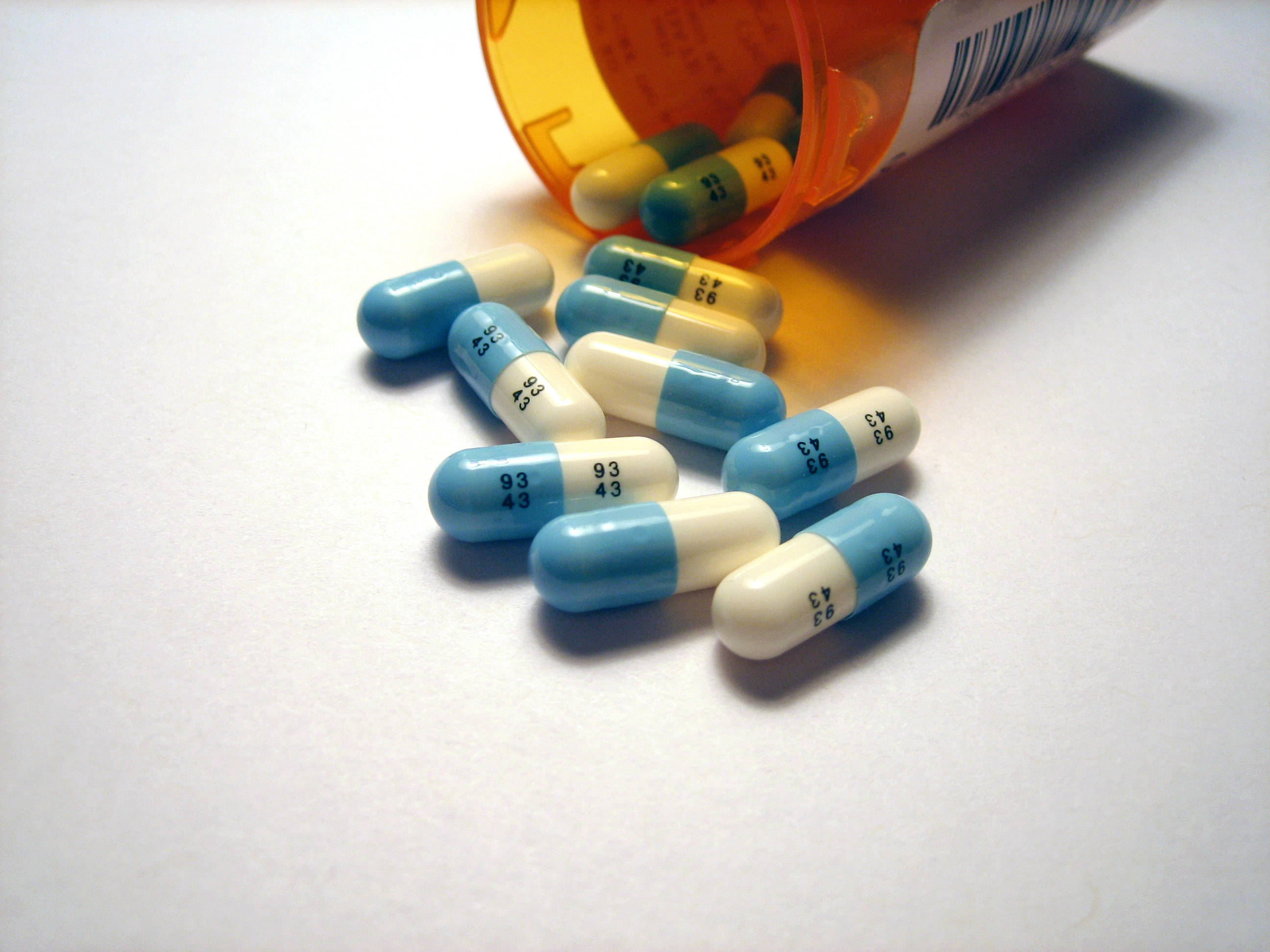
抗抑郁药氟西汀，商品名为“百优解”（Prozac）。

三环类抗抑郁药比SSRIs有更多的副作用，并且一般只用于住院病患的治疗。对于住院病患三环类抗抑郁药更有效。
单胺氧化酶抑制剂是一类较老的抗抑郁药。这类药物受到潜在的与食物和药物的相互作用的困扰。这种相互作用可能威胁生命。尽管有更新、更好耐受性的这类药物被开发出来，它们在今天仍然不被经常使用。
对至少两种药物都没有反应的抑郁症称为难治性抑郁症。在一些主要的研究中，只有大约35%的患者对药物治疗反应良好。对于医生来说，很难区分患者是难治性抑郁症或者是因为患者同时患有重性抑郁患者中常见的其他合并症。

#### 联合用药
在治疗抵抗的情况下医生可能会添加一种不同作用原理的药物来提高抗抑郁药的疗效。对于对单独的抗抑郁药反应不良的患者，锂盐通常被用来加强抗抑郁药的治疗效果。另外，锂盐可以显著地降低抑郁复发时的自杀率。增加一种甲状腺激素——三碘甲状腺氨酸，可能和锂盐一样有效（即使是在甲状腺功能正常的患者中）。当患者对一种抗抑郁药物没有反应时增加非典型抗精神病药可以增加抗抑郁药的疗效，尽管这种疗效会被增加的副作用抵消。

#### 疗效的争议
抗抑郁药的疗效一直受到质疑。它们的疗效会随着抑郁症的严重程度的增加而增加，并且只在包括了最严重患者的研究中达到临床标准。这可能是因为病情严重的患者对安慰剂的反应减弱而不是对药物的反应增强。显示抗抑郁药有效的研究比显示抗抑郁药无效的研究更容易被发表，英国医学杂志的一篇社论引起了医学界对这一偏见的关注。尽管这些未发表的研究可能有方法学或者其他方面的问题，这篇社论引起了医学界对这样一种可能性的注意：赞助商或者期刊可能夸大了或者创造了抗抑郁药相对于安慰剂的明显疗效。由于会增加24岁以下患者的自杀风险，2007年，美国FDA要求在和其他抗抑郁药上加上黑框警告。

### 电休克疗法
电休克疗法是一個有爭議的治療方法，即在患者短期全身麻醉的情况下，通过两个电极（通常位于患者的两颞）使电流脉冲穿过患者大脑，以此引发一次全身痉挛。在患者病情严重且对抗抑郁药（有时是心理治疗或者支持干预）没有反应时，医院的精神科医生可能会推荐电休克疗法。电休克疗法比抗抑郁药疗法疗效更快，所以可以用于紧急状况下的治疗，例如治疗停止进食和饮水的紧张性抑郁障碍病人，或者有严重自杀倾向的病人。电休克治疗可能在短期内比药物治疗更有效，尽管一项基于社区的标志性研究显示在常规实践中缓解率要低得多。单独使用这种疗法患者在最初六个月再度恶化的比例非常高，早期研究显示复发率为50%左右，然而近期的一项带有控制组的研究显示即使在有安慰剂的情况下复发率仍然高达84%。早期研究中的复发率可能因为患者使用精神类药物或者接受更多电休克治疗而被低估，尽管如此恶化率却依然很高，而且接受更多电休克治疗不被一些医疗卫生当局推荐。电休克治疗常见的早期副作用包括短期记忆和长期记忆的紊乱、方向障碍和头痛。尽管客观的心理学测试显示大部分接受电休克后的记忆紊乱在一个月后消失，电休克疗法依然是一种有争议的疗法，关于这种疗法对认知的额外影响和它的安全性的争论一直在继续。

### 体育锻炼
体育锻炼被英国医疗卫生当局推荐为一种治疗抑郁症的疗法。对23份研究的一项系统性回顾显示体育锻炼有“很大的临床疗效”。在这些研究中有3份使用了意向处理分析并且没有使用其他减少误差的分析方法。

### 非处方药

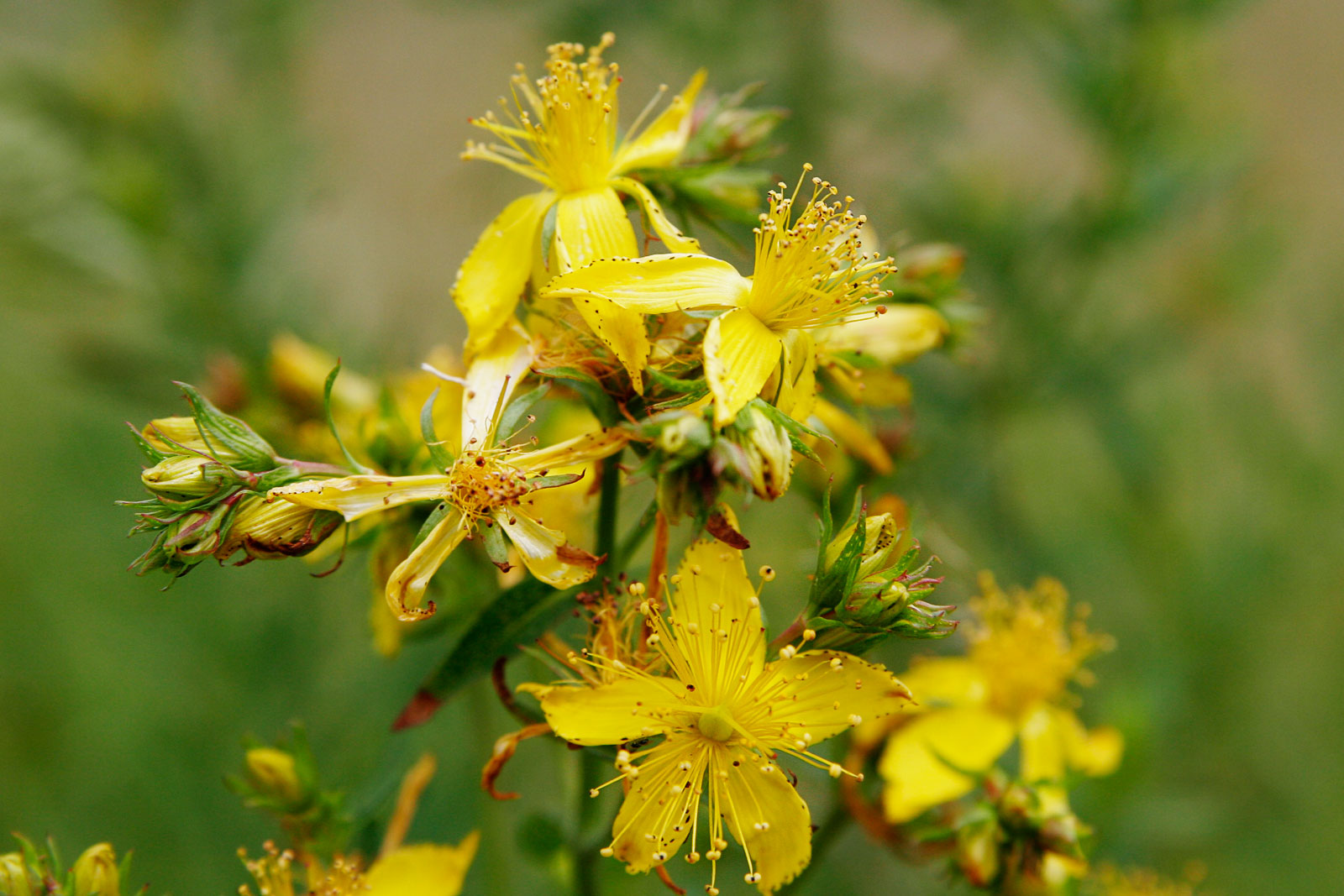
贯叶连翘，一种可能有效的非处方草药。

贯叶连翘（圣约翰草）在世界的许多地方被作为一种非处方草药销售。但是这种草药对于重度抑郁症的疗效的相关证据矛盾且混乱。它的安全性受到药物质量和药物中活性成分的多少的影响。另外，这种草药还和包括抗抑郁药在内的许多处方药相互作用，并且会降低荷尔蒙避孕的效果。
ω-3脂肪酸对于重度抑郁症是否有效还有争议。有对照研究和元分析支持有效和无效两种观点。近期的元分析建议将ω-3脂肪酸作为一种治疗重度抑郁症的辅助疗法。由于它几乎没有副作用，它可能成为一种针对孕妇和儿童的有效疗法。
一些对短期临床试验的回顾性研究提示，S-腺苷基蛋氨酸对于成人重度抑郁症有治疗作用。一项2002年的回顾性研究报告色氨酸和5-羟基色氨酸（5-HT的前体）的疗效优于安慰剂，但是由于缺乏关于疗效和安全性的结论性证据，这项研究不推荐广泛使用这些药物，而是推荐使用更为安全的抗抑郁药。

### 其他躯体治疗
经颅磁刺激（rTMS）即通过在颅外产生强磁场来刺激大脑。多个对照研究建议使用这种疗法来治疗难治性抑郁症。这项疗法已经在欧洲、加拿大、澳大利亚和美国获得认可。经颅磁刺激对普通抑郁症和对药物反应不良的抑郁症有相似疗效，但是这种疗法在一项随机双盲测试中效果不如电休克疗法。
迷走神经刺激2005年被美国FDA批准为治疗难治性抑郁症的一种疗法，尽管这种疗法作为一种辅助治疗在唯一的一项包括难治性抑郁症患者的大型双盲试验中没有显示出短期疗效。2008年的一项系统性回顾研究建议尽管在已公开的研究中这种疗法显示出很有希望的结果，但是仍然需要更多的临床试验来确认它对重度抑郁症的疗效。造成营养素缺乏的糟糕饮食习惯或者其他生理疾病与重度抑郁症有关。所以改善饮食或者纠正营养缺乏可能对一些重性抑郁患者有益。

## 癒后
无论是否接受治疗，重性抑郁发作通常随时间而缓解。等待就诊的病人在几个月内症状减轻了10-15%，大约20%的病人不再符合抑郁症的诊断标准。一次发作的持续时间的中位数约为23周，并且在前三个月康复的可能性最大。
针对一般人群的调查研究显示在有一次重性抑郁发作的人当中（不论是否接受治疗）大约有一半的人康复并不再复发，大约有35%的人会至少再发作一次，并有15%的人经历慢性复发。针对住院病人的研究显示更低的康复率并更有可能发展成慢性，而主要针对门诊病人的研究显示几乎所有病人康复，其发作持续时间的中位数为11个月。对于严重或者精神病性抑郁症的患者（这些患者往往还满足其他精神障碍的诊断标准），大约90%会经历复发。
如果治疗没能完全缓解所有症状，那么患者更有可能经历复发。当前的治疗指南建议在症状缓和后继续服用抗抑郁药4到6个月来防止病情反复。许多随机对照试验指出，在康复后继续服用抗抑郁药可以将病情反复的几率降低70%（安慰剂组41%，抗抑郁药组18%的患者病情反复）。这种预防作用至少在用药的头36个月有效。
抑郁症患者的预期寿命比健康人短，部分原因是患者面临自杀的风险，但是也有其他原因，患者对生理疾病（例如心脏病）的易感性增强。至多有60%的自杀者患有一种心境障碍（例如重度抑郁症），如果患者有显著的绝望情绪或者同时患有抑郁症和边缘性人格障碍那么自杀风险会非常高。与已确诊重度抑郁症有关的终身自杀率约为3.4%，这是一个平均值。男女患者的自杀率相差较大，男性将近7%，女性为1%（尽管女性的自杀企图更频繁）。这项估计要比先前被广泛接受的数据（15%）低得多，先前的数据来源于针对住院病人的较旧的研究。

## 流行病学

世卫组织2002年调查，考虑残疾，每十万人中单向忧郁症人数
没数据
≤ 600
600-700
700-800
800-900
900-1000
1000-1100
1100-1200
1200-1300
1300-1400
1400-1500
1500-1600
≥ 1600

抑郁症是造成世界范围内人类疾病的主要原因之一。不同地区的人在一生中患病的几率不尽相同，从日本的3%到美国的17%。大多数国家的人一生中患抑郁症的几率在8-12%之间。在北美，一年中有一次重性抑郁发作的几率对于男性为3-5%，对于女性为8-10%。而在中国大陆各个地区的抑郁症发病率不尽相同，例如河北省为2.7%，而浙江省则为4.3%。对不同人群的研究显示，重度抑郁症在女性中的流行程度始终约为男性的两倍，产生这种现象的原因尚不明确。青少年由于青春期而不是由于年龄的增长，重度抑郁症的发病率相对增加，并在15到18岁之间达到成人的患病率。这种增长似乎受到社会心理学因素的影响较大而受激素的影响较小。
人们在30岁至40岁之间最容易遭受首次重性抑郁发作，但是在50到60岁之间发作率达到另一个较小高峰。患重度抑郁症的风险随着神经性病症的发生而增加，例如中风、帕金森氏症或者多发性硬化症，并且在分娩后的第一年有所增加。在患心血管疾病后更容易患上重度抑郁症，并且心血管疾病的病情越严重患抑郁症的可能性越大。对老年人患抑郁症的风险的研究有分歧，但是大多数据指出在老年人中患抑郁症的风险减小。
抑郁症经常与失业和贫困有关。重度抑郁症现在在北美和其他高收入国家中是造成疾病负担的最主要原因，在世界范围内则是第四大原因。根据世界卫生组织的预测，到2030年抑郁症会成为仅次于人类免疫缺陷病毒的世界第二大造成疾病负担的原因。复发后延误或者没有寻求治疗，以及医疗专业人员没能提供有效治疗是造成患者失能的两个主要原因。
世界卫生组织在2004年更新了先前它所发表的《全球疾病负担》报告。它使用“由于残疾而导致的寿命损失”（Years Lost due to Disability），或者称为（以年为单位的对因身体未达到完全健康状态而造成的健康寿命的损失）作为单位。世卫组织在世界各个区域均声称：“神经精神方面的状况是造成残疾（失能）的最主要原因，在十五岁以上成人中占到YLD的三分之一左右。”特别是，单相抑郁障碍无论是在高收入国家、中等收入国家还是在低收入国家，无论在男性中还是女性中都是造成疾病负担的首要原因。

### 共病
重度抑郁症经常併发其他精神障碍。1990-1992年的美国国家共病调查（National Comorbidity Survey）报告有51%的重性抑郁症病人也受到终生焦虑的困扰。焦虑症状可能对抑郁性疾病造成很大影响。它可能導致病程延长、复发风险增加、失能状况加重和自杀企图增加。同时，美国神经内分泌学家罗伯特·萨波斯基（Robert Sapolsky）也指出，压力、焦虑和抑郁症的关系可以被测量，并且可以从生物学上给予证明。此外，患者酗酒、药物滥用和过分依赖的可能性增加。大约有三分之一的注意力不足过动症患者併发抑郁症，创伤后心理压力紧张综合症和抑郁症也经常同时发作。
抑郁症和疼痛也经常同时发作。65%的抑郁症患者有一种或多种疼痛症状，并且根据病情的轻重有5-85%的疼痛患者会併发抑郁症。这个比例在一般诊所中较低而在专科诊所中较高。这时，对抑郁症的诊断经常被拖延甚至漏诊，造成患者病情进一步恶化。另外有研究发现抗抑郁药物对患有慢性疼痛的患者的药物效果减少。与患有抑郁症但没有慢性疼痛的受试者相比，患有慢性疼痛和抑郁症共存的受试者表示服用特定SSRI 和SNRI 抗抑郁药物（尤其是sertraline、escitalopram和venlafaxine）的益处显著较低。与没有共存慢性疼痛的抑郁症患者相比，患有慢性疼痛和抑郁症的受试者在接受抗抑郁药物治疗后，抑郁症状缓解的效果降低了22%，恢复正常日常活动的可能性降低了18%。
抑郁症直接造成患者患心血管疾病的风险增加1.5-2倍；除此以外，其他与抑郁症有关的因素例如吸烟和肥胖也会增加患者患心血管疾病的风险。重度抑郁症患者比一般人更不太可能遵从医嘱来治疗心血管疾病，这更进一步增加了他们的风险。况且，心血管病学家可能不能认识到潜在的抑郁症状使心血管症状复杂化。

## 中医学的解释与治疗

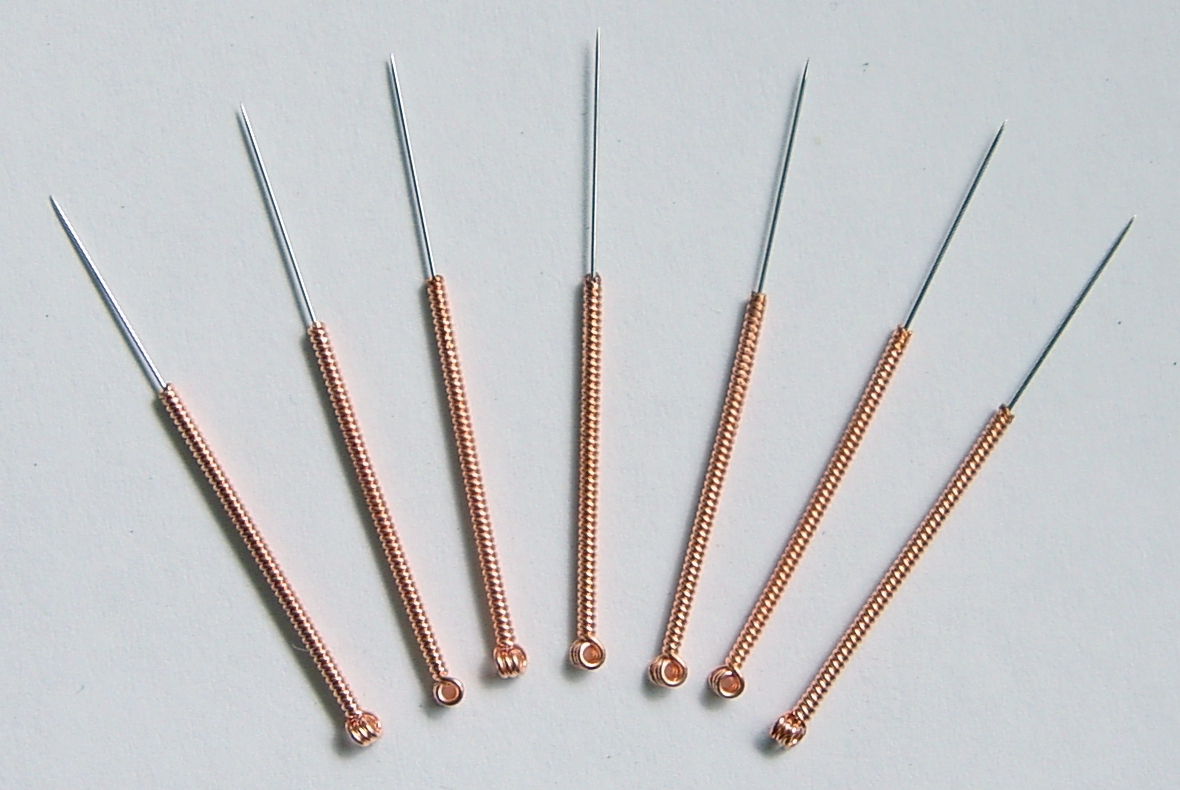
中医针灸治疗有很大潜力。

中医学对于抑郁症的看法与西医体系有着根本性的不同。中医对于抑郁症的认识有十分悠久的历史，《素问 六元正纪大论》就有：「鬱之甚者治之奈何，木鬱达之，火鬱发之，土鬱夺之，金鬱泄之，水鬱折之」的说法。中医的所谓郁症，一为以病机而立病名，二为情志之病，重度抑郁症属于后者，除郁症外，虚证也是引起抑郁症的一大原因。根据一项横跨中国大陆8省的针对1,977名抑郁症患者的调查显示，抑郁症的发病机理主要与中医所指的肝、脾、心有关，而最常见的是肝郁气滞、肝郁脾虚、肝郁痰阻、心脾两虚证4类。而情志因素，即：喜、怒、忧、思、悲、恐、惊，七情太过则是抑郁症的诱因。针对以上病因，中医治疗抑郁症的方法往往以疏肝解郁、活血化瘀为原则。尽管有小规模的研究显示中医药物治疗抑郁症的效果甚至不亚于氟西汀等SSRI类药物，但是这些研究往往存在方法学上的问题。一项2008年的对中、英、日、韩文数据库和学位论文数据库的元分析指出，中医电针治疗的疗效与抗抑郁药氟西汀的疗效无统计学差异，并明显优于空白对照组，且中医电针治疗的不良反应轻微，这显示出中医在治疗抑郁症方面有很大潜力。

## 历史
古希腊医生希波克拉底把“精神忧郁症”归为一种有特定心理和生理症状的独立疾病，认为“恐惧和绝望持续很长时间”是这种疾病的征兆。他的这一概念与现今所说的抑郁症相似但范围要大得多，其可取之处在于，它突出了一种由悲伤、忧郁、失望、恐惧、暴躁、错觉和强迫观念形成的症状集合。
词汇“depression”（抑郁症）源自拉丁语动词“deprimere”意为“按下去”。从14世纪开始，“to depress”被用来指抑制情绪。1665年，作家理查德·贝克（Richard Baker）在他的著作《编年史》中首次用英语depression这个词来表示“情绪极端抑郁”的人。1753年，英国作家塞缪尔·约翰逊也以相似的方式使用該词。不久，这一词汇开始在生理学和经济学领域使用。1856年，法国精神病学家路易斯·德拉萨维（Louis Delasiauve）首次将其用来描述一种精神症状。到了1860年代，它开始在医学词典中出现，用来描述生理性和隐喻性的情绪功能降低。从亚里士多德开始，精神忧郁症被认为与具有杰出才华和丰富学识的男性有关，它被认为是深思和创新所造成的危害。随着观念的更新，这种观点被逐渐抛弃，从19世纪开始，它变得更与女性相关。尽管在诊断中依然以“精神忧郁症”作为疾病的名称，但是到了19世纪末，“抑郁症”这个词开始越来越多地出现在医学专著中，并成为“精神忧郁症”的同义词。德国精神病专家埃米尔·克雷佩林（emil="" kraepelin）可能是首个用“抑郁症”表示各种“精神忧郁症”的人。他将这些疾病统称为“抑郁状态”。
西格蒙德·弗洛伊德（Sigmund Freud）在他1917年的论文《哀悼与忧郁》中把精神忧郁状态比作哀悼。他假设，客体丧失，例如因死亡所造成的重要关系丧失或失恋，可能造成主体（自我）丧失，因为抑郁个体通过潜意识的自恋贯注（对自我的力比多贯注）与情感对象会产生紧密的联系。这种丧失造成比哀悼更严重的精神忧郁症状，患者不但对外部世界产生负面看法，而且自我也会遭受损伤。患者的自我认知能力下降，体现在：自责、自我贬损、自觉无价值。弗洛伊德还特别强调早年经历是诱发因素。阿道夫·迈耶（Adolf Meyer）提出了一个融合了社会和生物学因素的模型，他强调个人在其特定环境下的反应，并认为应当使用“抑郁症”这个词而不是“精神忧郁症”。精神疾病诊断与统计手册第一版（DSM-I, 1952）包括了“抑郁性反应”的诊断标准，DSM-II（1968）则称其为“抑郁性神经症”。早期的DSM将抑郁症定义为对于内心冲突或者确切事件的过激反应，抑郁症和躁郁精神病一起归在重性情感障碍的分类中。
到了20世纪中叶，研究人员提出化学不平衡理论：抑郁症是由于大脑中神经递质紊乱所造成的。利血平和异烟胼这两种药物会改变单胺类神经递质的水平，1950年代，研究人员通过观察这两种药对抑郁症状的影响提出了“单胺假说”。
“重度抑郁症”这个词由一些美国临床医生在1970年代中期提出，最初它是作为“研究用诊断标准”的一部分，到1980年它被正式纳入DSM-III。为了保持一致性，ICD-10使用了几乎相同的诊断标准，它使用DSM的最低门槛作为轻度抑郁发作的诊断标准，使用比DSM更高的标准来诊断中度和重度抑郁发作。之前“精神忧郁症”的概念依然作为重度抑郁症的一种亚型而继续存在。
抑郁症的新定义得到了广泛的接受，但是也存在一些不同的观点和发现。有关是否要回到精神忧郁症的诊断标准的争论一直存在，这些争论一般都基于经验。新标准扩大了抑郁症的覆盖范围，这一点也受到批评，并被认为与1950年代后期抗抑郁药的研发与宣传和抑郁症生物模型的发展有关。

## 大众文化中的抑郁症

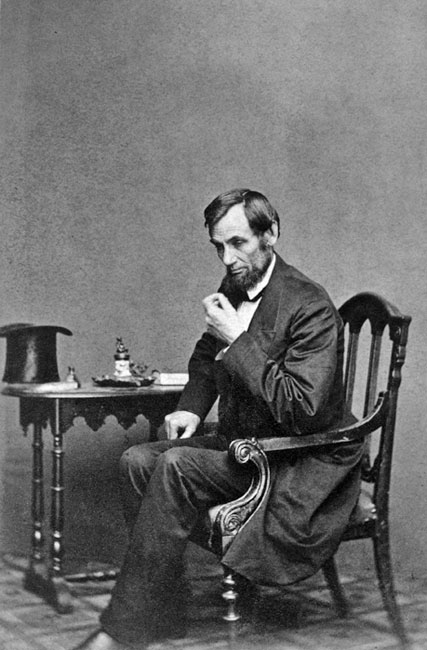
美国前总统亚伯拉罕·林肯可能至少经历了两次重性抑郁发作。

时至今日，无论是同一文化中还是不同文化间，人们对抑郁症仍然有很多不同理解。正如某杂志的评论：“因为缺少科学上的确定性，关于抑郁症的争论变成了语言上的争论：‘疾病’、‘障碍’还是‘心理状态’，我们对它的称呼直接影响了我们对它的看法、诊断和治疗。”不同文化对严重抑郁有不同的观点。有些文化把抑郁症看成是一种需要专业的个性化治疗的疾病，有些则把它当成是社会或道德问题或是人体化学物质不平衡，还有一些则认为抑郁症是对压力的不同理解的反应，这种反应会造成无力感和情感上的挣扎。
对抑郁症的诊断在一些国家比较少见，例如中国。这可能是因为中国人传统上否认或者躯体化抑郁情绪。与此相反，西方国家则可能曲解或者夸大了部分人类对压力的正常表达，而把它们称为障碍。有一些学者提出西方文化中抑郁症的概念将正常的悲伤或痛苦“医学化”。匈牙利裔美籍精神病学家汤玛斯·马斯萨斯和其他人也有类似观点，他们认为抑郁症纯粹是被隐喻成一种疾病，把它当成一种真正的疾病是不恰当的。也有一些人针对DSM和描述精神病学表达了担忧，它们试图具体化抽象的症状，例如抑郁，然而这可能是社会建构的结果。原型心理学家詹姆斯·希尔曼写道：“抑郁给予我们庇护、目标、自知之明和谨慎的无为”，因此抑郁症可以升华灵魂。他还认为各种试图消除抑郁症的疗法反应了基督教的主题“复活”，但却不幸使一种高尚的生存状态妖魔化了。
可能是因为社会歧视或者忽视了诊断或治疗，历史上的著名人物很少讨论抑郁症或者寻求治疗。尽管如此，通过分析或解释他们的信件、日记、画作、著作或者他们亲友的陈述，可以发现一些历史人物可能患有某种形式的抑郁症。包括英国作家玛丽·雪莱、英国和美国作家亨利·詹姆斯和美国前总统亚伯拉罕·林肯在内的许多名人可能患有抑郁症；另外隨着都市人漸漸開始關注抑鬱症，有人甚至懷疑屈原也是重鬱症患者，而近代端午節有時亦會添加關注精神健康的元素。一些可能患有抑郁症的当代人包括：加拿大作曲家里奥纳德·科恩和美国剧作家和小说家田纳西·威廉斯。一些心理学先驱，例如：美国人威廉·詹姆士和约翰·布罗德斯·华生，同时也与自己的抑郁症抗争。
关于神经方面或者心境方面的障碍与创造力是否有关的问题尚在讨论中，这一讨论一直可以追溯到亚里士多德时代。英国的文学作品中有很多表达抑郁的内容。英国哲学家约翰·斯图尔特·密尔曾经历过几个月他称之为“神经迟钝状态”的阶段，这几个月中他“不能感受到快乐或刺激，原本令人愉快的情绪全部变得枯燥乏味、平淡无奇”。他引用英国诗人塞缪尔·泰勒·柯勒律治的诗“忧郁”作为他当时状态的精确描述：“悲伤，没有疼痛没有失落没有阴暗 / 疲惫，窒息的平静，冰冷的忧郁 / 没有解脱不能排遣 / 无论以话语、叹息还是眼泪。”英国作家塞缪尔·约翰逊在1780年代用“black dog”（黑狗）这个词来描述他的抑郁情绪，并随后因为英国前首相温斯顿·丘吉尔爵士的使用而流行起来。丘吉尔也是一位抑郁症患者。
民众对重度抑郁症普遍存有误区，与心理健康服务机构联系只能轻微改善这一问题。公众对疗法的认知与专业人士之间有巨大差异。一些民众认为替代疗法比药物疗法更有效，但事实上这些疗法的疗效大多没有被证实。1992年至1996年，英国皇家精神科医学院和英国全科医生医学院一起在英国领导了一次为期五年的击败抑郁运动，以教育民众认识抑郁症从而减少误区。这次运动结束后调查公司MOPI研究显示公众对抑郁症的态度有了小幅度的积极改变。

### 引用
1. 1 2 3 4 5 6 7 8 9 10 11  . NIMH. 2016-05  [2016-07-31]. （原始内容存档于2016-08-05）.
2. 1 2  Strakowski, Stephen; Nelson, Erik. . Oxford University Press. 2015-07-13: PT27  [2020-03-03]. ISBN 978-0-19-026432-1. （原始内容存档于2019-12-16） （英语）.
3. 1 2 3 4 5 6 7 8 9 10  American Psychiatric Association,  5th, Arlington: American Psychiatric Publishing: 160–68, 2013  [2016-07-22], ISBN 978-0-89042-555-8, （原始内容存档于2016-07-31）
4. 1 2 3  Kessler RC, Bromet EJ. . Annual Review of Public Health. 2013, 34: 119–38. PMC 4100461 . PMID 23514317. doi:10.1146/annurev-publhealth-031912-114409.
5. ↑  Cooney, Gary M.; Dwan, Kerry; Greig, Carolyn A.; Lawlor, Debbie A.; Rimer, Jane; Waugh, Fiona R.; McMurdo, Marion; Mead, Gillian E. . The Cochrane Database of Systematic Reviews. 2013-09-12, (9): CD004366  [2021-02-01]. ISSN 1469-493X. PMID 24026850. doi:10.1002/14651858.CD004366.pub6. （原始内容存档于2020-12-21）.
6. 1 2  Vos, Theo; Allen, Christine; Arora, Megha; Barber, Ryan M; Bhutta, Zulfiqar A; Brown, Alexandria; Carter, Austin; Casey, Daniel C; Charlson, Fiona J. . The Lancet. 2016-10, 388 (10053): 1545–1602  [2021-02-01]. ISSN 0140-6736. PMC 5055577 . PMID 27733282. doi:10.1016/S0140-6736(16)31678-6. （原始内容存档于2021-01-24） （英语）.
7. ↑  . 樂詞網. 國家教育研究院 （中文（臺灣））.
8. 胡静初. . . 北京: 中国大百科全书出版社. 2022-01-20.
9. 美国精神医学学会．精神障碍诊断与统计手册 [M]．张道龙,等译. 5版．北京：北京大学出版社, 2015: 154.
10. 胡静初. . . 北京: 中国大百科全书出版社. 2022-01-20.
11. 美国精神医学学会．精神障碍诊断与统计手册 [M]．张道龙,等译. 5版．北京：北京大学出版社, 2015: 154.
12. 胡静初. . . 北京: 中国大百科全书出版社. 2022-01-20.
13. 美国精神医学学会．精神障碍诊断与统计手册 [M]．张道龙,等译. 5版．北京：北京大学出版社, 2015: 154.
14. 胡静初. . . 北京: 中国大百科全书出版社. 2022-01-20.
15. 美国精神医学学会．精神障碍诊断与统计手册 [M]．张道龙,等译. 5版．北京：北京大学出版社, 2015: 154.
16. 胡静初. . . 北京: 中国大百科全书出版社. 2022-01-20.
17. 美国精神医学学会．精神障碍诊断与统计手册 [M]．张道龙,等译. 5版．北京：北京大学出版社, 2015: 154.
18. 胡静初. . . 北京: 中国大百科全书出版社. 2022-01-20.
19. 美国精神医学学会．精神障碍诊断与统计手册 [M]．张道龙,等译. 5版．北京：北京大学出版社, 2015: 154.
20. ↑  Gerrig, Richard J.; Zimbardo, Philip G. . . 由王垒 等翻译. 北京: 人民邮电出版社. 2014.11: 476–477. ISBN 978-7-115-37177-5.
21. ↑  （美）苏珊·诺伦-霍克西玛. . 由邹丹 等翻译. 北京: 人民邮电出版社. 2017-03: 195. ISBN 978-7-115-44838-5. 持续两个星期或更长时间的重度抑郁发作可被诊断为抑郁症（major depressive  disorder，也译作重性抑郁障碍）。
22. ↑  World Health Organization(WHO,世界卫生组织). 06 Mental, behavioural or neurodevelopmental disorders(06 精神、行为或神经发育障碍)//ICD-11 for Mortality and Morbidity Statistics[OL],2024-01. https://icd.who.int/browse/2024-01/mms/en?secondLanguageCode=zh#1563440232.
23. ↑  Bachmann, Silke. . International Journal of Environmental Research and Public Health. 2018-07, 15 (7)  [2021-02-01]. ISSN 1661-7827. PMC 6068947 . PMID 29986446. doi:10.3390/ijerph15071425. （原始内容存档于2020-12-01）.
24. 1 2  Patton, Lauren L. . John Wiley & Sons. 2015-08-13: 339  [2020-03-03]. ISBN 978-1-118-92928-5. （原始内容存档于2021-01-16） （英语）.
25. ↑  Siu, Albert L.; US Preventive Services Task Force (USPSTF); Bibbins-Domingo, Kirsten; Grossman, David C.; Baumann, Linda Ciofu; Davidson, Karina W.; Ebell, Mark; García, Francisco A. R.; Gillman, Matthew. . JAMA. 2016-01-26, 315 (4): 380–387  [2021-02-01]. ISSN 1538-3598. PMID 26813211. doi:10.1001/jama.2015.18392. （原始内容存档于2021-01-14）.
26. ↑  Siu, Albert L.; U.S. Preventive Services Task Force. . Annals of Internal Medicine. 2016-03-01, 164 (5): 360–366  [2021-02-01]. ISSN 1539-3704. PMID 26858097. doi:10.7326/M15-2957. （原始内容存档于2021-01-12）.
27. ↑  Gilbody, S.; House, A. O.; Sheldon, T. A. . The Cochrane Database of Systematic Reviews. 2005-10-19, (4): CD002792  [2021-02-01]. ISSN 1469-493X. PMC 6769050 . PMID 16235301. doi:10.1002/14651858.CD002792.pub2. （原始内容存档于2020-12-06）.
28. ↑  Fournier, Jay C.; DeRubeis, Robert J.; Hollon, Steven D.; Dimidjian, Sona; Amsterdam, Jay D.; Shelton, Richard C.; Fawcett, Jan. . JAMA : the journal of the American Medical Association. 2010-01-06, 303 (1): 47–53  [2021-02-01]. ISSN 0098-7484. PMC 3712503 . PMID 20051569. doi:10.1001/jama.2009.1943. （原始内容存档于2020-11-11）.
29. ↑  Kirsch, Irving; Deacon, Brett J; Huedo-Medina, Tania B; Scoboria, Alan; Moore, Thomas J; Johnson, Blair T. . PLoS Medicine. 2008-02, 5 (2)  [2021-02-01]. ISSN 1549-1277. PMC 2253608 . PMID 18303940. doi:10.1371/journal.pmed.0050045. （原始内容存档于2020-11-12）.
30. ↑  Braun, Cora; Bschor, Tom; Franklin, Jeremy; Baethge, Christopher. . Psychotherapy and Psychosomatics. 2016, 85 (3): 171–179  [2021-02-01]. ISSN 1423-0348. PMID 27043848. doi:10.1159/000442293. （原始内容存档于2020-11-19）.
31. ↑  Driessen, Ellen; Hollon, Steven D. . The Psychiatric clinics of North America. 2010-09, 33 (3): 537–555  [2021-02-01]. ISSN 0193-953X. PMC 2933381 . PMID 20599132. doi:10.1016/j.psc.2010.04.005. （原始内容存档于2019-05-06）.
32. ↑  Association, American Psychiatric. . American Psychiatric Association. 2006: 780  [2020-03-03]. ISBN 978-0-89042-385-1. （原始内容存档于2021-01-16） （英语）.
33. ↑  Vos, Theo; Barber, Ryan M; Bell, Brad; Bertozzi-Villa, Amelia; Biryukov, Stan; Bolliger, Ian; Charlson, Fiona; Davis, Adrian; Degenhardt, Louisa. . The Lancet. 2015-08, 386 (9995): 743–800  [2021-02-01]. PMC 4561509 . PMID 26063472. doi:10.1016/S0140-6736(15)60692-4. （原始内容存档于2019-09-18） （英语）.
34. ↑  Hersen M, Rosqvist J. . John Wiley & Sons. 2008: 32  [2020-03-03]. ISBN 978-0-470-17356-5. （原始内容存档于2021-01-16）.
35. ↑  Strakowski SM, Nelson E. . . Oxford University Press. 2015: Chapter 1  [2020-03-03]. ISBN 978-0-19-020618-5. （原始内容存档于2021-01-16）.
36. 1 2 3 4 5 6  American Psychiatric Association 2000a，第349頁
37. 1 2  Delgado PL and Schillerstrom J. . Psychiatric Times. 2009, 26 (3)  [2009-07-06]. （原始内容存档于2009-07-22）.
38. 1 2 3  American Psychiatric Association 2000a，第350頁
39. ↑  Patel, V. . BMJ. 2001-02-24, 322 (7284): 482–484. PMC 1119689 . PMID 11222428. doi:10.1136/bmj.322.7284.482.
40. ↑  Faculty of Psychiatry of Old Age, NSW Branch, RANZCP; Kitching D Raphael B.  (PDF). North Sydney, New South Wales: NSW Health Department. 2001: 2  [2009-09-13]. ISBN 0-7347-33410. （原始内容存档 (PDF)于2016-11-12）.
41. ↑  Yohannes AM and Baldwin RC. . Psychiatric Times. 2008, 25 (14)  [2009-07-06]. （原始内容存档于2020-06-14）.
42. ↑  American Psychiatric Association 2000a，第412頁
43. ↑  American Psychiatric Association 2000a，第354頁
44. ↑  Brunsvold GL, Oepen G;  et al. . Psychiatric Times. 2008, 25 (10)  [2009-07-06]. （原始内容存档于2009-05-24）.
45. ↑  Department of Health and Human Services.  (PDF). Mental Health: A Report of the Surgeon General. 1999  [2008-11-11]. （原始内容存档 (PDF)于2012-02-27）.
46. 1 2  Caspi, A. . Science. 2003-07-18, 301 (5631): 386–389. ISSN 0036-8075. doi:10.1126/science.1083968 （英语）.
47. ↑  Haeffel GJ; Getchell M; Koposov RA; Yrigollen CM; DeYoung CG; af Klinteberg B;  et al.  (PDF). Psychological Science. 2008  [2008-11-11]. （原始内容存档 (PDF)于2008-12-17）.
48. ↑  Slavich GM. . APS Observer. 2004-09  [2008-11-11]. （原始内容存档于2011-05-11）.
49. ↑  Kendler, Kenneth S.; Gatz, Margaret; Gardner, Charles O.; Pedersen, Nancy L. . The American Journal of Psychiatry. 2006-01, 163 (1): 109–114  [2021-02-01]. ISSN 0002-953X. PMID 16390897. doi:10.1176/appi.ajp.163.1.109. （原始内容存档于2020-11-12）.
50. ↑  Schuckit, M. A.; Tipp, J. E.; Bergman, M.; Reich, W.; Hesselbrock, V. M.; Smith, T. L. . The American Journal of Psychiatry. 1997-07, 154 (7): 948–957  [2021-02-01]. ISSN 0002-953X. PMID 9210745. doi:10.1176/ajp.154.7.948. （原始内容存档于2020-11-04）.
51. 1 2 3  Professor Heather Ashton. . 2002  [2009-07-06]. （原始内容存档于2019-04-04）.
52. ↑  Barlow 2005，第226頁
53. ↑  Shah N, Eisner T, Farrell M, Raeder C.  (PDF). Journal of the Pharmacy Society of Wisconsin. 1999-07-08  [2008-11-10]. （原始内容 (PDF)存档于2008-12-17）.
54. 1 2  Nutt, David J. . The Journal of Clinical Psychiatry. 2008,. 69 Suppl E1: 4–7  [2021-02-01]. ISSN 1555-2101. PMID 18494537. （原始内容存档于2021-01-06）.
55. ↑  Hirschfeld, R. M. . The Journal of Clinical Psychiatry. 2000,. 61 Suppl 6: 4–6  [2021-02-01]. ISSN 0160-6689. PMID 10775017. （原始内容存档于2021-01-18）.
56. ↑  Delgado, P. L. . The Journal of Clinical Psychiatry. 2000,. 61 Suppl 6: 7–11  [2021-02-01]. ISSN 0160-6689. PMID 10775018. （原始内容存档于2020-11-29）.
57. ↑  Videbech, Poul; Ravnkilde, Barbara. . The American Journal of Psychiatry. 2004-11, 161 (11): 1957–1966  [2021-02-01]. ISSN 0002-953X. PMID 15514393. doi:10.1176/appi.ajp.161.11.1957. （原始内容存档于2020-09-20）.
58. ↑  Videbech, P. . Acta Psychiatrica Scandinavica. 1997-09, 96 (3): 157–168. ISSN 0001-690X. doi:10.1111/j.1600-0447.1997.tb10146.x （英语）.
59. ↑  Herrmann, L. L.; Le Masurier, M.; Ebmeier, K. P. . Journal of Neurology, Neurosurgery, and Psychiatry. 2008-06, 79 (6): 619–624  [2021-02-01]. ISSN 1468-330X. PMID 17717021. doi:10.1136/jnnp.2007.124651. （原始内容存档于2020-09-20）.
60. ↑  Mayberg H. . Scientific American. 2007-07-06, 17 (4): 26–31  [2008-09-13]. （原始内容存档于2019-06-30）.
61. ↑  Sheline, Yvette I.; Gado, Mokhtar H.; Kraemer, Helena C. . The American Journal of Psychiatry. 2003-08, 160 (8): 1516–1518  [2021-02-01]. ISSN 0002-953X. PMID 12900317. doi:10.1176/appi.ajp.160.8.1516. （原始内容存档于2020-11-12）.
62. ↑  Duman, R. S.; Heninger, G. R.; Nestler, E. J. . Archives of General Psychiatry. 1997-07, 54 (7): 597–606  [2021-02-01]. ISSN 0003-990X. PMID 9236543. doi:10.1001/archpsyc.1997.01830190015002. （原始内容存档于2021-01-26）.
63. ↑  Drevets, Wayne C.; Savitz, Jonathan; Trimble, Michael. . CNS spectrums. 2008-08, 13 (8): 663–681  [2021-02-01]. ISSN 1092-8529. PMC 2729429 . PMID 18704022. doi:10.1017/s1092852900013754. （原始内容存档于2020-10-18）.
64. ↑  Sen, Srijan; Duman, Ronald; Sanacora, Gerard. . Biological Psychiatry. 2008-09-15, 64 (6): 527–532  [2021-02-01]. ISSN 1873-2402. PMC 2597158 . PMID 18571629. doi:10.1016/j.biopsych.2008.05.005. （原始内容存档于2020-09-20）.
65. ↑  Monteleone, Palmiero. . Current Opinion in Psychiatry. 2001-11, 14 (6): 605–610. ISSN 0951-7367. doi:10.1097/00001504-200111000-00020 （英语）.
66. ↑  Adrien, Joëlle. . Sleep Medicine Reviews. 2002-10, 6 (5): 341–351  [2021-02-01]. ISSN 1087-0792. PMID 12531125. （原始内容存档于2020-09-20）.
67. 1 2  Terman, Michael. . Sleep Medicine Reviews. 2007-12, 11 (6): 497–507  [2021-02-01]. ISSN 1087-0792. PMID 17964200. doi:10.1016/j.smrv.2007.06.003. （原始内容存档于2020-09-20）.
68. ↑  Benedetti, Francesco; Barbini, Barbara; Colombo, Cristina; Smeraldi, Enrico. . Sleep Medicine Reviews. 2007-12, 11 (6): 509–522  [2021-02-01]. ISSN 1087-0792. PMID 17689120. doi:10.1016/j.smrv.2007.06.004. （原始内容存档于2020-09-20）.
69. ↑  Cutter, W; Norbury, R; Murphy, D. . Journal of Neurology, Neurosurgery, and Psychiatry. 2003-07, 74 (7): 837–840  [2021-02-01]. ISSN 0022-3050. PMC 1738534 . PMID 12810759. doi:10.1136/jnnp.74.7.837. （原始内容存档于2021-11-07）.
70. ↑  Hart, B. L. . Neuroscience and Biobehavioral Reviews. 1988, 12 (2): 123–137  [2021-02-01]. ISSN 0149-7634. PMID 3050629. doi:10.1016/s0149-7634(88)80004-6. （原始内容存档于2021-01-16）.
71. ↑  Charlton, B. G. . Medical Hypotheses. 2000-01, 54 (1): 126–130  [2021-02-01]. ISSN 0306-9877. PMID 10790737. doi:10.1054/mehy.1999.0986. （原始内容存档于2021-11-07）.
72. ↑  Dantzer, Robert; O'Connor, Jason C.; Freund, Gregory G.; Johnson, Rodney W.; Kelley, Keith W. . Nature Reviews. Neuroscience. 2008-01, 9 (1): 46–56  [2021-02-01]. ISSN 1471-0048. PMC 2919277 . PMID 18073775. doi:10.1038/nrn2297. （原始内容存档于2020-12-15）.
73. ↑  Maes, Michael. . Neuro Endocrinology Letters. 2008-06, 29 (3): 287–291  [2021-02-01]. ISSN 0172-780X. PMID 18580840. （原始内容存档于2020-11-12）.
74. ↑  Coppen, Alec; Bolander-Gouaille, Christina. . Journal of Psychopharmacology (Oxford, England). 2005-01, 19 (1): 59–65  [2021-02-01]. ISSN 0269-8811. PMID 15671130. doi:10.1177/0269881105048899. （原始内容存档于2021-01-26）.
75. ↑  Siwek, Marcin; Wróbel, Andrzej; Dudek, Dominika; Nowak, Gabriel; Zieba, Andrzej. . Psychiatria Polska. 2005-09, 39 (5): 911–920  [2021-02-01]. ISSN 0033-2674. PMID 16358591. （原始内容存档于2020-09-20）.
76. ↑  Bremner, J. Douglas; McCaffery, Peter. . Progress in Neuro-Psychopharmacology & Biological Psychiatry. 2008-02-15, 32 (2): 315–331  [2021-02-01]. ISSN 0278-5846. PMC 2704911 . PMID 17707566. doi:10.1016/j.pnpbp.2007.07.001. （原始内容存档于2020-09-20）.
77. ↑  Jeronimus B.F.; Kotov, R.; Riese, H.; Ormel, J. . Psychological Medicine. 2016  [2016-09-16]. PMID 27523506. doi:10.1017/S0033291716001653. （原始内容存档于2019-06-30）.
78. 1 2 3  Raphael B. . Andrews G, Henderson S （eds）  (编). . Cambridge University Press. 2000: 138–39. ISBN 0-521-66229-X.
79. ↑  Sadock 2002，第541頁
80. ↑  Dein, Simon. . Primary Care and Community Psychiatry. 2006-10-01, 11 (2): 67–72. doi:10.1185/135525706X121110 （英语）.[]
81. ↑  Warman DM, Aaron Temkin Beck. . National Alliance on Mental Illness（NAMI）website. 2003-06  [2008-10-17]. （原始内容存档于2008-10-29）.
82. ↑  Beck 1987，第10–15頁
83. ↑  Beck 1987，第3頁
84. ↑  Seligman, M. . . San Francisco, CA, USA: WH Freeman. 1975: 75–106. ISBN 0716707519.
85. 1 2  Barlow 2005，第230–32頁
86. ↑  Pinto, A.; Francis, G. . Adolescence. 1993, 28 (111): 661–672  [2021-02-01]. ISSN 0001-8449. PMID 8237551. （原始内容存档于2021-11-07）.
87. ↑  Kanfer, R.; Zeiss, A. M. . Journal of Abnormal Psychology. 1983-08, 92 (3): 319–329  [2021-02-01]. ISSN 0021-843X. PMID 6619407. doi:10.1037//0021-843x.92.3.319. （原始内容存档于2020-09-20）.
88. ↑  Bandura A. . Friedman H  (编). . San Diego: Academic Press. 1998  [2008-08-17]. ISBN 0122266765. （原始内容存档于2012-10-01）.
89. ↑  Brown GW, Harris TO. . Routledge. 2001 [1978]. ISBN 0-415-20268-X.
90. ↑  Hinrichsen, Gregory A.; Emery, Erin E. . Clinical Psychology: Science and Practice. 2006-05-11, 12 (3): 264–275. doi:10.1093/clipsy.bpi027 （英语）.
91. 1 2  Carhart-Harris, Robin L; Mayberg, Helen S; Malizia, Andrea L; Nutt, David. . Annals of General Psychiatry. 2008-07-24, 7: 9  [2021-02-01]. ISSN 1744-859X. PMC 2515304 . PMID 18652673. doi:10.1186/1744-859X-7-9. （原始内容存档于2020-12-20）.
92. 1 2  Freud, S. . Richards A （ed.）  (编). . Aylesbury, Bucks: Pelican. 1984: 245–69. ISBN 0-14-021740-1.
93. 1 2 3  Radden, Jennifer. . Philosophy, Psychiatry, & Psychology. 2003, 10 (1): 37–52. ISSN 1086-3303. doi:10.1353/ppp.2003.0081 （英语）.
94. ↑  Frankl VE. . New York, NY, USA: Basic Books. 2000: 139–40. ISBN 0738203548.
95. ↑  Geppert CMA. . Psychiatric Times. 2006-05  [2008-11-08]. （原始内容存档于2020-06-14）.
96. ↑  May 1994，第133頁
97. ↑  Boeree, CG.  (PDF). Psychology Department, Shippensburg University. 1998  [2008-10-27]. （原始内容存档 (PDF)于2021-01-13）.
98. ↑  Maslow A. . New York, NY, USA: Viking Books. 1971: 318. ISBN 0670308536.
99. ↑  Heim, Christine; Newport, D. Jeffrey; Mletzko, Tanja; Miller, Andrew H.; Nemeroff, Charles B. . Psychoneuroendocrinology. 2008-07, 33 (6): 693–710  [2021-02-01]. ISSN 0306-4530. PMID 18602762. doi:10.1016/j.psyneuen.2008.03.008. （原始内容存档于2020-11-15）.
100. ↑  Kessler, R. C. . Annual Review of Psychology. 1997, 48: 191–214  [2021-02-01]. ISSN 0066-4308. PMID 9046559. doi:10.1146/annurev.psych.48.1.191. （原始内容存档于2021-01-31）.
101. ↑  Jeronimus, B.F., Ormel, J., Aleman, A., Penninx, B.W.J.H., Riese, H. . Psychological Medicine. 2013, 43 (11): 2403–15  [2016-09-16]. （原始内容存档于2016-03-06）.
102. ↑  Sadock 2002，第540頁
103. ↑  Vilhjalmsson, R. . Social Science & Medicine (1982). 1993-08, 37 (3): 331–342  [2021-02-01]. ISSN 0277-9536. PMID 8356482. doi:10.1016/0277-9536(93)90264-5. （原始内容存档于2020-09-20）.
104. ↑  Kim, Daniel. . Epidemiologic Reviews. 2008, 30: 101–117  [2021-02-01]. ISSN 0193-936X. PMID 18753674. doi:10.1093/epirev/mxn009. （原始内容存档于2020-09-20）.
105. ↑  Bonde, J. P. E. . Occupational and Environmental Medicine. 2008-07, 65 (7): 438–445  [2021-02-01]. ISSN 1470-7926. PMID 18417557. doi:10.1136/oem.2007.038430. （原始内容存档于2020-09-20）.
106. ↑  Panksepp, Jaak; Moskal, Joseph R.; Panksepp, Jules B.; Kroes, Roger A. . Neuro Endocrinology Letters. 2002-12,. 23 Suppl 4: 105–115  [2021-02-01]. ISSN 0172-780X. PMID 12496741. （原始内容存档于2020-09-20）.
107. ↑  Sloman, L. . Journal of Affective Disorders. 2003-04, 74 (2): 107–121  [2021-02-01]. doi:10.1016/S0165-0327(02)00116-7. （原始内容存档于2021-01-16） （英语）.
108. ↑  >Tooby, J, Cosmides, L.  (PDF). Hoboken, NJ: Wiley & Sons. 2005: 5–67  [2009-07-10]. （原始内容 (PDF)存档于2018-12-17）.
109. ↑  Carey, Tony J. . Counselling Psychology Quarterly. 2005-09, 18 (3): 215–222  [2021-02-01]. ISSN 0951-5070. doi:10.1080/09515070500304508. （原始内容存档于2019-06-29） （英语）.
110. ↑  Boer, Frits; Westenberg, P. Michiel; McHale, Susan M.; Updegraff, Kimberly A.; Stocker, Clare M. . Journal of Social and Personal Relationships. 1997-12, 14 (6): 851–859  [2021-02-01]. ISSN 0265-4075. doi:10.1177/0265407597146009. （原始内容存档于2021-11-10） （英语）.
111. ↑  Berber, M. J. . Canadian Family Physician. 1999-11, 45: 2663–2668  [2020-09-20]. ISSN 0008-350X. PMC 2328680 . PMID 10587774. （原始内容存档于2021-11-10）.
112. ↑  Fergusson, David M.; Boden, Joseph M.; Horwood, L. John. . Archives of General Psychiatry. 2009-03, 66 (3): 260–266  [2021-02-01]. ISSN 1538-3636. PMID 19255375. doi:10.1001/archgenpsychiatry.2008.543. （原始内容存档于2020-11-12）.
113. ↑  Falk, Daniel E.; Yi, Hsiao-Ye; Hilton, Michael E. . Drug and Alcohol Dependence. 2008-04-01, 94 (1-3): 234–245  [2021-02-01]. ISSN 0376-8716. PMC 2386955 . PMID 18215474. doi:10.1016/j.drugalcdep.2007.11.022. （原始内容存档于2021-01-08）.
114. ↑  Schuckit, Marc A.; Smith, Tom L.; Danko, George P.; Pierson, Juliann; Trim, Ryan; Nurnberger, John I.; Kramer, John; Kuperman, Samuel; Bierut, Laura J. . Journal of Studies on Alcohol and Drugs. 2007-11, 68 (6): 805–812  [2021-02-01]. ISSN 1937-1888. PMID 17960298. doi:10.15288/jsad.2007.68.805. （原始内容存档于2020-09-20）.
115. ↑  Semple, David; Roger Smyth; Jonathan Burns; Rajan Darjee; Andrew McIntosh. . . United Kingdom: Oxford University Press. 2007: 540 [2005]. ISBN 0198527837.
116. ↑  Collier, Judith; Longmore, Murray. . Scally, Peter  (编).  6. Oxford University Press. 2003: 366. ISBN 978-0198525189.
117. ↑  Ashton, Heather. . Psychiatric Annals. 1995-03-01, 25 (3): 174–179  [2022-01-16]. ISSN 0048-5713. doi:10.3928/0048-5713-19950301-11. （原始内容存档于2018-06-03） （英语）.
118. ↑  Professor Heather Ashton. . Comprehensive Handbook of Drug & Alcohol Addiction. 2004  [2009-07-10]. （原始内容存档于2020-09-28）.
119. 1 2 3   (PDF). National Institute of Mental Health（NIMH）.   [2008-09-07]. （原始内容 (PDF)存档于2007-10-25）.
120. ↑  Kaufmann IM. . Canadian Family Physician. 1993-09-01, 39: 1957–61. PMC 2379905 . PMID 8219844.
121. ↑  . BBC News（Health）. British Broadcasting Corporation (BBC). 1999-11-01  [2008-10-11]. （原始内容存档于2008-05-13）.
122. ↑  Sharp, Lisa K.; Lipsky, Martin S. . American Family Physician. 2002-09-15, 66 (6): 1001–1008  [2021-02-01]. ISSN 0002-838X. PMID 12358212. （原始内容存档于2021-01-21）.
123. ↑  Gilbody, Simon; House, Allan; Sheldon, Trevor. Cochrane Common Mental Disorders Group , 编. . Cochrane Database of Systematic Reviews. 2005-10-19. PMC 6769050 . PMID 16235301. doi:10.1002/14651858.CD002792.pub2 （英语）.
124. ↑  Alex J Mitchell, Amol Vaze, Sanjay Rao. . The Lancet: 609–619.   [2018-04-02]. doi:10.1016/s0140-6736(09)60879-5. （原始内容存档于2021-01-16）.
125. ↑  Dale, Jenny; Sorour, Eman; Milner, Gabrielle. . Journal of Mental Health. 2008-01, 17 (3): 293–298  [2021-02-01]. ISSN 0963-8237. doi:10.1080/09638230701498325. （原始内容存档于2019-05-26） （英语）.
126. ↑  Orengo, Claudia A.; Fullerton, Ginny; Tan, Robert. . Geriatrics. 2004-10, 59 (10): 24–30  [2021-02-01]. ISSN 0016-867X. PMID 15508552. （原始内容存档于2020-09-20）.
127. ↑  Reid, Louise M.; Maclullich, Alasdair M. J. . Dementia and Geriatric Cognitive Disorders. 2006, 22 (5-6): 471–485  [2021-02-01]. ISSN 1420-8008. PMID 17047326. doi:10.1159/000096295. （原始内容存档于2020-09-20）.
128. ↑  Katz, I. R. . The Journal of Clinical Psychiatry. 1998,. 59 Suppl 9: 38–44  [2021-02-01]. ISSN 0160-6689. PMID 9720486. （原始内容存档于2020-11-24）.
129. ↑  Wright, Sara L.; Persad, Carol. . Journal of Geriatric Psychiatry and Neurology. 2007-12, 20 (4): 189–198  [2021-02-01]. ISSN 0891-9887. PMID 18004006. doi:10.1177/0891988707308801. （原始内容存档于2020-09-20）.
130. ↑  Sadock 2002，第108頁
131. ↑  Sadock 2002，第260頁
132. ↑  . www.who.int.   [2008-11-08]. （原始内容存档于2009-03-15）.
133. ↑  Sadock 2002，第288頁
134. ↑  American Psychiatric Association 2000a，第xxix頁
135. ↑  American Psychiatric Association 2000a，第345頁
136. ↑  . ICD-10, Chapter V, Mental and behavioural disorders. World Health Organization（WHO）. 2004  [2008-10-19]. （原始内容存档于2009-03-19）.
137. ↑  American Psychiatric Association 2000a，第372頁
138. ↑  Parker 1996，第173頁
139. ↑  American Psychiatric Association 2000a，第352頁
140. ↑  Wakefield, Jerome C.; Schmitz, Mark F.; First, Michael B.; Horwitz, Allan V. . Archives of General Psychiatry. 2007-04, 64 (4): 433–440  [2021-02-01]. ISSN 0003-990X. PMID 17404120. doi:10.1001/archpsyc.64.4.433. （原始内容存档于2021-01-26）.
141. ↑  Kendler, K. S.; Gardner, C. O. . The American Journal of Psychiatry. 1998-02, 155 (2): 172–177  [2021-02-01]. ISSN 0002-953X. PMID 9464194. doi:10.1176/ajp.155.2.172. （原始内容存档于2020-11-24）.
142. 1 2  Sadock 2002，第552頁
143. ↑  American Psychiatric Association 2000a，第778頁
144. ↑  Carta MG; Altamura AC; Hardoy MC;  et al. . European Archives of Psychiatry and Clinical Neuroscience. 2003, 253 (3): 149–53. doi:10.1007/s00406-003-0418-5.
145. ↑  Rapaport, Mark Hyman; Judd, Lewis L.; Schettler, Pamela J.; Yonkers, Kimberly Ann; Thase, Michael E.; Kupfer, David J.; Frank, Ellen; Plewes, John M.; Tollefson, Gary D. . The American Journal of Psychiatry. 2002-04, 159 (4): 637–643  [2021-02-01]. ISSN 0002-953X. PMID 11925303. doi:10.1176/appi.ajp.159.4.637. （原始内容存档于2020-09-20）.
146. 1 2  American Psychiatric Association 2000a，第355頁
147. ↑  American Psychiatric Association 2000a，第419–20頁
148. ↑  American Psychiatric Association 2000a，第421–22頁
149. ↑  American Psychiatric Association 2000a，第417–18頁
150. ↑  . www.who.int.   [2008-11-06]. （原始内容存档于2009-03-16）.
151. ↑  Nonacs, Ruta M. . eMedicine. 2007-12-04  [2008-10-30]. （原始内容存档于2008-12-08）.
152. ↑  American Psychiatric Association 2000a，第425頁
153. ↑  American Psychiatric Association 2013，第185頁.
154. ↑  American Psychiatric Association 2013，第185–186頁.
155. ↑  American Psychiatric Association 2013，第119–120頁.
156. ↑  American Psychiatric Association 2013，第186–187頁.
157. ↑  American Psychiatric Association 2013，第187頁.
158. ↑  Parker GF. . Journal of the American Academy of Psychiatry and the Law Online. 1 June 2014, 42 (2): 182–190  [2024-01-31]. ISSN 1093-6793. PMID 24986345. （原始内容存档于2020-08-03） （英语）.
159. ↑  Akiskal, Hagop S.; Benazzi, Franco. . Journal of Affective Disorders. 2006-05, 92 (1): 45–54  [2021-02-01]. ISSN 0165-0327. PMID 16488021. doi:10.1016/j.jad.2005.12.035. （原始内容存档于2020-11-15）.
160. ↑  Cuijpers, Pim; van Straten, Annemieke; Smit, Filip; Mihalopoulos, Cathrine; Beekman, Aartjan. . The American Journal of Psychiatry. 2008-10, 165 (10): 1272–1280  [2021-02-01]. ISSN 1535-7228. PMID 18765483. doi:10.1176/appi.ajp.2008.07091422. （原始内容存档于2020-11-15）.
161. ↑  Christensen H; Griffiths KM.  (PDF). Medical Journal of Australia. 2002  [2009-04-02]. （原始内容存档 (PDF)于2004-07-25）.
162. ↑  Jané-Llopis E; Hosman C; Jenkins R; Anderson P.  (PDF). British Journal of Psychiatry. 2003  [2009-04-02]. （原始内容 (PDF)存档于2009-03-26）.
163. 1 2  Patel, Vikram; Araya, Ricardo; Bolton, Paul. . Tropical Medicine and International Health. 2004-05, 9 (5): 539–541. ISSN 1360-2276. doi:10.1111/j.1365-3156.2004.01243.x （英语）.
164. ↑  National Institute for Health and Clinical Excellence（NICE）. . London: NICE. 2005: 5. ISBN 1-84629-074-0.
165. ↑  Wilson, K. C. M.; Mottram, P. G.; Vassilas, C. A. . The Cochrane Database of Systematic Reviews. 2008-01-23, (1): CD004853  [2021-02-01]. ISSN 1469-493X. PMID 18254062. doi:10.1002/14651858.CD004853.pub2. （原始内容存档于2020-12-19）.
166. 1 2  Cuijpers, Pim; van Straten, Annemieke; Smit, Filip. . International Journal of Geriatric Psychiatry. 2006-12, 21 (12): 1139–1149  [2021-02-01]. ISSN 0885-6230. PMID 16955421. doi:10.1002/gps.1620. （原始内容存档于2020-12-18）.
167. ↑  Roth, Anthony; Fonagy, Peter. . Guilford Press. 2005: 78 [1996]. ISBN 159385272X.
168. ↑  Weersing, V R.; Walker, P. N. . Evidence-Based Mental Health. 2008-08-01, 11 (3): 76–76. ISSN 1362-0347. doi:10.1136/ebmh.11.3.76 （英语）.
169. ↑  Harrington, R.; Whittaker, J.; Shoebridge, P.; Campbell, F. . BMJ (Clinical research ed.). 1998-05-23, 316 (7144): 1559–1563  [2021-02-01]. ISSN 0959-8138. PMID 9596592. doi:10.1136/bmj.316.7144.1559. （原始内容存档于2021-01-07）.
170. ↑  Goodyer, Ian; Dubicka, Bernadka; Wilkinson, Paul; Kelvin, Raphael; Roberts, Chris; Byford, Sarah; Breen, Siobhan; Ford, Claire; Barrett, Barbara. . BMJ : British Medical Journal. 2007-07-21, 335 (7611): 142  [2021-02-01]. ISSN 0959-8138. PMC 1925185 . PMID 17556431. doi:10.1136/bmj.39224.494340.55. （原始内容存档于2021-11-10）.
171. ↑  Goodyer, I. M.; Dubicka, B.; Wilkinson, P.; Kelvin, R.; Roberts, C.; Byford, S.; Breen, S.; Ford, C.; Barrett, B. . Health Technology Assessment (Winchester, England). 2008-05, 12 (14): iii–iv, ix–60  [2021-02-01]. ISSN 1366-5278. PMID 18462573. doi:10.3310/hta12140. （原始内容存档于2020-09-20）.
172. ↑  Domino, Marisa Elena; Burns, Barbara J.; Silva, Susan G.; Kratochvil, Christopher J.; Vitiello, Benedetto; Reinecke, Mark A.; Mario, Jeremy; March, John S. . The American Journal of Psychiatry. 2008-05, 165 (5): 588–596  [2021-02-01]. ISSN 1535-7228. PMID 18413703. doi:10.1176/appi.ajp.2008.07101610. （原始内容存档于2020-09-20）.
173. ↑  Becker, SJ; Sanchez CC;  et al. . Psychiatric Times. 2008, 25 (14).
174. ↑  Beck 1987，第10頁
175. ↑  Coelho, Helen F.; Canter, Peter H.; Ernst, Edzard. . Journal of Consulting and Clinical Psychology. 2007-12, 75 (6): 1000–1005  [2021-02-01]. ISSN 0022-006X. PMID 18085916. doi:10.1037/0022-006X.75.6.1000. （原始内容存档于2020-11-11）.
176. ↑  Weissman MM, Markowitz JC, Klerman GL. . New York: Basic Books. 2000. ISBN 0-465-09566-6.
177. ↑  Dworetzky J. . Pacific Grove, CA, USA: Brooks/Cole Pub. Co. 1997: 602. ISBN 0-314-20412-1.
178. ↑  Doidge, Norman; Simon, Barry; Lancee, William J.; First, Michael; Brunshaw, Jacqueline; Brauer, Lee; Grant, Donald C.; Stevens, Annette; Oldham, John M. . Journal of the American Psychoanalytic Association. 2002, 50 (2): 615–627  [2021-02-01]. ISSN 0003-0651. PMID 12206545. doi:10.1177/00030651020500021101. （原始内容存档于2020-09-20）.
179. ↑  Barlow 2005，第20頁
180. ↑  de Maat, Saskia; Dekker, Jack; Schoevers, Robert; van Aalst, Gerda; Gijsbers-van Wijk, Cecile; Hendriksen, Marielle; Kool, Simone; Peen, Jaap; Van, Rien. . Depression and Anxiety. 2008, 25 (7): 565–574  [2021-02-01]. ISSN 1520-6394. PMID 17557313. doi:10.1002/da.20305. （原始内容存档于2020-09-20）.
181. ↑  Blair RG. . Journal of Mental Health Counseling. 2004-10  [2008-11-06]. （原始内容存档于2019-06-30）.
182. ↑  Cuijpers, Pim; van Straten, Annemieke; van Oppen, Patricia; Andersson, Gerhard. . The Journal of Clinical Psychiatry. 2008-11, 69 (11): 1675–1685; quiz 1839–1841  [2021-02-01]. ISSN 1555-2101. PMID 18945396. doi:10.4088/jcp.v69n1102. （原始内容存档于2020-11-06）.
183. ↑  Karasu TB, Gelenberg A, Merriam A, Wang P. . American Psychiatric Association: 1–78. 2000-04  [2009-07-16]. doi:10.1176/appi.books.9780890423363.48690. （原始内容存档于2011-10-04）.
184. 1 2 3  Royal Pharmaceutical Society of Great Britain 2008，第204頁
185. ↑  Whooley, M. A.; Simon, G. E. . The New England Journal of Medicine. 2000-12-28, 343 (26): 1942–1950  [2021-02-01]. ISSN 0028-4793. PMID 11136266. doi:10.1056/NEJM200012283432607. （原始内容存档于2020-09-20）.
186. ↑  Zisook, Sidney; Rush, A. John; Haight, Barbara R.; Clines, Dawn C.; Rockett, Carol B. . Biological Psychiatry. 2006-02-01, 59 (3): 203–210  [2021-02-01]. ISSN 0006-3223. PMID 16165100. doi:10.1016/j.biopsych.2005.06.027. （原始内容存档于2020-11-15）.
187. ↑  Rush, A. John; Trivedi, Madhukar H.; Wisniewski, Stephen R.; Stewart, Jonathan W.; Nierenberg, Andrew A.; Thase, Michael E.; Ritz, Louise; Biggs, Melanie M.; Warden, Diane. . The New England Journal of Medicine. 2006-03-23, 354 (12): 1231–1242  [2021-02-01]. ISSN 1533-4406. PMID 16554525. doi:10.1056/NEJMoa052963. （原始内容存档于2021-01-22）.
188. ↑  Trivedi, Madhukar H.; Fava, Maurizio; Wisniewski, Stephen R.; Thase, Michael E.; Quitkin, Frederick; Warden, Diane; Ritz, Louise; Nierenberg, Andrew A.; Lebowitz, Barry D. . The New England Journal of Medicine. 2006-03-23, 354 (12): 1243–1252  [2021-02-01]. ISSN 1533-4406. PMID 16554526. doi:10.1056/NEJMoa052964. （原始内容存档于2020-09-30）.
189. ↑  Papakostas, George I.; Thase, Michael E.; Fava, Maurizio; Nelson, J. Craig; Shelton, Richard C. . Biological Psychiatry. 2007-12-01, 62 (11): 1217–1227  [2021-02-01]. ISSN 0006-3223. PMID 17588546. doi:10.1016/j.biopsych.2007.03.027. （原始内容存档于2020-09-20）.
190. ↑  Prof Gordon Duff. . 2006-05-31  [2009-07-16]. （原始内容存档于2008-11-13）.
191. 1 2  . NHS National Institute for Health and Clinical Excellence. 2005-09.
192. ↑  Mayers, Andrew G.; Baldwin, David S. . Human Psychopharmacology. 2005-12, 20 (8): 533–559  [2021-02-01]. ISSN 0885-6222. PMID 16229049. doi:10.1002/hup.726. （原始内容存档于2021-01-24）.
193. ↑   (PDF). Forest Laboratories. 2009-03  [2009-04-09]. （原始内容存档 (PDF)于2014-10-21）.
194. ↑  Tsapakis, Evangelia M.; Soldani, Federico; Tondo, Leonardo; Baldessarini, Ross J. . The British Journal of Psychiatry: The Journal of Mental Science. 2008-07, 193 (1): 10–17  [2021-02-01]. ISSN 0007-1250. PMID 18700212. doi:10.1192/bjp.bp.106.031088. （原始内容存档于2020-11-15）.
195. ↑  Palmer, Biff F.; Gates, John R.; Lader, Malcolm. . The Annals of Pharmacotherapy. 2003-11, 37 (11): 1694–1702  [2021-02-01]. ISSN 1060-0280. PMID 14565794. doi:10.1345/aph.1D105. （原始内容存档于2020-09-20）.
196. ↑  Anderson, I. M. . Depression and Anxiety. 1998,. 7 Suppl 1: 11–17  [2021-02-01]. ISSN 1091-4269. PMID 9597346. （原始内容存档于2020-09-20）.
197. ↑  Anderson, I. M. . Journal of Affective Disorders. 2000-04, 58 (1): 19–36  [2021-02-01]. ISSN 0165-0327. PMID 10760555. doi:10.1016/s0165-0327(99)00092-0. （原始内容存档于2021-01-21）.
198. ↑  Krishnan, K. Ranga. . The Journal of Clinical Psychiatry. 2007,. 68 Suppl 8: 35–41  [2021-02-01]. ISSN 1555-2101. PMID 17640156. （原始内容存档于2021-01-07）.
199. ↑  Wijeratne, Chanaka; Sachdev, Perminder. . The Australian and New Zealand Journal of Psychiatry. 2008-09, 42 (9): 751–762  [2021-02-01]. ISSN 1440-1614. PMID 18696279. doi:10.1080/00048670802277206. （原始内容存档于2020-09-20）.
200. ↑  Barbee JG. . Psychiatric Times. 2008, 25 (10).
201. ↑  Valenstein, Marcia; McCarthy, John F.; Austin, Karen L.; Greden, John F.; Young, Elizabeth A.; Blow, Frederic C. . The American Journal of Psychiatry. 2006-07, 163 (7): 1219–1225  [2021-02-01]. ISSN 0002-953X. PMID 16816227. doi:10.1176/appi.ajp.163.7.1219. （原始内容存档于2020-10-29）.
202. ↑  Bschor, Tom; Bauer, Michael. . Current Pharmaceutical Design. 2006, 12 (23): 2985–2992  [2021-02-01]. ISSN 1381-6128. PMID 16918427. doi:10.2174/138161206777947650. （原始内容存档于2020-09-20）.
203. ↑  Guzzetta, Francesca; Tondo, Leonardo; Centorrino, Franca; Baldessarini, Ross J. . The Journal of Clinical Psychiatry. 2007-03, 68 (3): 380–383  [2021-02-01]. ISSN 1555-2101. PMID 17388706. doi:10.4088/jcp.v68n0304. （原始内容存档于2020-09-20）.
204. ↑  Nierenberg, Andrew A.; Fava, Maurizio; Trivedi, Madhukar H.; Wisniewski, Stephen R.; Thase, Michael E.; McGrath, Patrick J.; Alpert, Jonathan E.; Warden, Diane; Luther, James F. . The American Journal of Psychiatry. 2006-09, 163 (9): 1519–1530; quiz 1665  [2021-02-01]. ISSN 0002-953X. PMID 16946176. doi:10.1176/ajp.2006.163.9.1519. （原始内容存档于2020-09-20）.
205. ↑  Bender KJ. . Psychiatric Times. 2008-02-01  [2008-08-06]. （原始内容存档于2020-06-13）.
206. ↑  Kirsch, Irving; Deacon, Brett J; Huedo-Medina, Tania B; Scoboria, Alan; Moore, Thomas J; Johnson, Blair T. . PLoS Medicine. 2008-02, 5 (2)  [2021-02-01]. ISSN 1549-1277. PMC 2253608 . PMID 18303940. doi:10.1371/journal.pmed.0050045. （原始内容存档于2020-11-12）.
207. ↑  Turner, Erick H.; Matthews, Annette M.; Linardatos, Eftihia; Tell, Robert A.; Rosenthal, Robert. . The New England Journal of Medicine. 2008-01-17, 358 (3): 252–260  [2021-02-01]. ISSN 1533-4406. PMID 18199864. doi:10.1056/NEJMsa065779. （原始内容存档于2021-01-21）.
208. ↑  . U.S. Food and Drug Administration. 2007-05-02  [2008-05-29]. （原始内容存档于2009-05-25）.
209. ↑  . The American Journal of Psychiatry. 2000-04, 157 (4 Suppl): 1–45  [2021-02-01]. ISSN 0002-953X. PMID 10767867. （原始内容存档于2020-12-05）.
210. ↑  UK ECT Review Group. . Lancet (London, England). 2003-03-08, 361 (9360): 799–808  [2021-02-01]. ISSN 0140-6736. PMID 12642045. doi:10.1016/S0140-6736(03)12705-5. （原始内容存档于2020-11-12）.
211. ↑  Prudic, Joan; Olfson, Mark; Marcus, Steven C.; Fuller, Rice B.; Sackeim, Harold A. . Biological Psychiatry. 2004-02-01, 55 (3): 301–312  [2021-02-01]. ISSN 0006-3223. PMID 14744473. doi:10.1016/j.biopsych.2003.09.015. （原始内容存档于2020-09-20）.
212. ↑  Bourgon, L. N.; Kellner, C. H. . The journal of ECT. 2000-03, 16 (1): 19–31  [2021-02-01]. ISSN 1095-0680. PMID 10735328. doi:10.1097/00124509-200003000-00003. （原始内容存档于2020-09-20）.
213. ↑  Sackeim, H. A.; Haskett, R. F.; Mulsant, B. H.; Thase, M. E.; Mann, J. J.; Pettinati, H. M.; Greenberg, R. M.; Crowe, R. R.; Cooper, T. B. . JAMA. 2001-03-14, 285 (10): 1299–1307  [2021-02-01]. ISSN 0098-7484. PMID 11255384. doi:10.1001/jama.285.10.1299. （原始内容存档于2021-01-07）.
214. ↑  Tew, James D.; Mulsant, Benoit H.; Haskett, Roger F.; Joan, Prudic; Begley, Amy E.; Sackeim, Harold A. . Annals of Clinical Psychiatry: Official Journal of the American Academy of Clinical Psychiatrists. 2007-01, 19 (1): 1–4  [2021-02-01]. ISSN 1040-1237. PMID 17453654. doi:10.1080/10401230601163360. （原始内容存档于2020-09-20）.
215. ↑  Frederikse, Melissa; Petrides, Georgios; Kellner, Charles. . The journal of ECT. 2006-03, 22 (1): 13–17  [2021-02-01]. ISSN 1095-0680. PMID 16633200. doi:10.1097/00124509-200603000-00003. （原始内容存档于2021-01-21）.
216. ↑  Kellner, Charles H.; Knapp, Rebecca G.; Petrides, Georgios; Rummans, Teresa A.; Husain, Mustafa M.; Rasmussen, Keith; Mueller, Martina; Bernstein, Hilary J.; O'Connor, Kevin. . Archives of General Psychiatry. 2006-12, 63 (12): 1337–1344  [2021-02-01]. ISSN 0003-990X. PMC 3708140 . PMID 17146008. doi:10.1001/archpsyc.63.12.1337. （原始内容存档于2020-11-04）.
217. ↑  National Institute for Health and Clinical Excellence.  (PDF). London: National Institute for Health and Clinical Excellence. 2003  [2009-08-16]. ISBN 1-84257-282-2. （原始内容存档 (PDF)于2008-06-25）.
218. ↑  Barlow 2005，第239頁
219. ↑  Ingram, Anna; Saling, Michael M.; Schweitzer, Isaac. . The journal of ECT. 2008-03, 24 (1): 3–9  [2021-02-01]. ISSN 1095-0680. PMID 18379328. doi:10.1097/YCT.0b013e31815ef24a. （原始内容存档于2020-09-20）.
220. ↑  Reisner AD.  (PDF). Neuropsychology review. 2003-12, 13 (4): 199–219  [2009-08-16]. PMID 15000226. （原始内容存档 (PDF)于2019-06-30）.
221. ↑   (PDF). National Clinical Practice Guideline Number 23. National Institute for Health and Clinical Excellence. 2007  [2008-11-04]. （原始内容存档 (PDF)于2014-06-11）.
222. ↑  Mead, Gillian E.; Morley, Wendy; Campbell, Paul; Greig, Carolyn A.; McMurdo, Marion; Lawlor, Debbie A. . The Cochrane Database of Systematic Reviews. 2008-10-08, (4): CD004366  [2021-02-01]. ISSN 1469-493X. PMID 18843656. doi:10.1002/14651858.CD004366.pub3. （原始内容存档于2020-11-27）.
223. ↑   . NCCAM Health Information.   [2008-10-13]. （原始内容存档于2007-10-11）.
224. ↑  Linde, K.; Mulrow, C. D.; Berner, M.; Egger, M. . The Cochrane Database of Systematic Reviews. 2005-04-18, (2): CD000448  [2021-02-01]. ISSN 1469-493X. PMID 15846605. doi:10.1002/14651858.CD000448.pub2. （原始内容存档于2020-09-20）.
225. ↑  Sarino, Lord V.; Dang, Kristy H.; Dianat, Nahal; Djihanian, Hera; Natanian, Neda; Hudmon, Karen Suchanek; Ambrose, Peter J. . Journal of the American Pharmacists Association: JAPhA. 2007-01, 47 (1): 42–47  [2021-02-01]. ISSN 1544-3191. PMID 17338474. doi:10.1331/1544-3191.47.1.42.sarino. （原始内容存档于2020-09-20）.
226. ↑  Richardson, Alex J. . The British Journal of Nutrition. 2008-02, 99 (2): 221–223  [2021-02-01]. ISSN 0007-1145. PMID 17919344. doi:10.1017/S0007114507824123. （原始内容存档于2020-09-20）.
227. ↑  Freeman, Marlene P.; Hibbeln, Joseph R.; Wisner, Katherine L.; Davis, John M.; Mischoulon, David; Peet, Malcolm; Keck, Paul E.; Marangell, Lauren B.; Richardson, Alexandra J. . The Journal of Clinical Psychiatry. 2006-12, 67 (12): 1954–1967  [2021-02-01]. ISSN 1555-2101. PMID 17194275. doi:10.4088/jcp.v67n1217. （原始内容存档于2020-09-20）.
228. ↑  Ross, Brian M; Seguin, Jennifer; Sieswerda, Lee E. . Lipids in Health and Disease. 2007-09-18, 6: 21  [2021-02-01]. ISSN 1476-511X. PMC 2071911 . PMID 17877810. doi:10.1186/1476-511X-6-21. （原始内容存档于2021-11-10）.
229. ↑  Appleton, Katherine M.; Hayward, Robert C.; Gunnell, David; Peters, Tim J.; Rogers, Peter J.; Kessler, David; Ness, Andrew R. . The American Journal of Clinical Nutrition. 2006-12, 84 (6): 1308–1316  [2021-02-01]. ISSN 0002-9165. PMID 17158410. doi:10.1093/ajcn/84.6.1308. （原始内容存档于2020-09-20）.
230. ↑  Rogers, Peter J.; Appleton, Katherine M.; Kessler, David; Peters, Tim J.; Gunnell, David; Hayward, Robert C.; Heatherley, Susan V.; Christian, Leonie M.; McNaughton, Sarah A. . The British Journal of Nutrition. 2008-02, 99 (2): 421–431  [2021-02-01]. ISSN 0007-1145. PMID 17956647. doi:10.1017/S0007114507801097. （原始内容存档于2021-02-02）.
231. ↑  Chiu CC, Liu JP, and Su KP. . Psychiatric Times. 2008, 25 (9). （原始内容存档于2009-10-24）.
232. ↑  Williams, Anna-leila; Girard, Christine; Jui, Danny; Sabina, Alyse; Katz, David L. . Clinical and Investigative Medicine. Medecine Clinique Et Experimentale. 2005-06, 28 (3): 132–139  [2021-02-01]. ISSN 0147-958X. PMID 16021987. （原始内容存档于2020-09-20）.
233. ↑  Shaw, K.; Turner, J.; Del Mar, C. . The Cochrane Database of Systematic Reviews. 2002, (1): CD003198  [2021-02-01]. ISSN 1469-493X. PMID 11869656. doi:10.1002/14651858.CD003198. （原始内容存档于2020-11-12）.
234. ↑  Marangell, L. B.; Martinez, M.; Jurdi, R. A.; Zboyan, H. . Acta Psychiatrica Scandinavica. 2007-09, 116 (3): 174–181  [2021-02-01]. ISSN 0001-690X. PMID 17655558. doi:10.1111/j.1600-0447.2007.01033.x. （原始内容存档于2020-11-24）.
235. 1 2  Schutter, D. J. L. G. . Psychological Medicine. 2009-01, 39 (1): 65–75  [2021-02-01]. ISSN 0033-2917. PMID 18447962. doi:10.1017/S0033291708003462. （原始内容存档于2020-09-20）.
236. ↑  DeNoon, Daniel J. . WebMD. WebMD. 2008-10-08  [2008-11-10]. （原始内容存档于2021-01-16）.
237. ↑  Eranti, Savitha; Mogg, Andrew; Pluck, Graham; Landau, Sabine; Purvis, Rick; Brown, Richard G.; Howard, Robert; Knapp, Martin; Philpot, Michael. . The American Journal of Psychiatry. 2007-01, 164 (1): 73–81  [2021-02-01]. ISSN 0002-953X. PMID 17202547. doi:10.1176/ajp.2007.164.1.73. （原始内容存档于2020-09-20）.
238. ↑  . U.S. Food and Drug Administration. 2005-08-12  [2008-11-11]. （原始内容存档于2009-04-10）.
239. ↑  Rush, A. John; Marangell, Lauren B.; Sackeim, Harold A.; George, Mark S.; Brannan, Stephen K.; Davis, Sonia M.; Howland, Robert; Kling, Mitchel A.; Rittberg, Barry R. . Biological Psychiatry. 2005-09-01, 58 (5): 347–354  [2021-02-01]. ISSN 0006-3223. PMID 16139580. doi:10.1016/j.biopsych.2005.05.025. （原始内容存档于2020-11-15）.
240. ↑  Daban, Claire; Martinez-Aran, Anabel; Cruz, Nuria; Vieta, Eduard. . Journal of Affective Disorders. 2008-09, 110 (1-2): 1–15  [2021-02-01]. ISSN 0165-0327. PMID 18374988. doi:10.1016/j.jad.2008.02.012. （原始内容存档于2020-09-20）.
241. ↑  Benton, D.; Donohoe, R. T. . Public Health Nutrition. 1999-09, 2 (3A): 403–409  [2021-02-01]. ISSN 1368-9800. PMID 10610080. doi:10.1017/s1368980099000555. （原始内容存档于2020-10-31）.
242. ↑  Posternak MA, Miller I. . Journal of Affective Disorders. 2001, 66 (2–3): 139–46. PMID 11578666. doi:10.1016/S0165-0327(00)00304-9.
243. ↑  Posternak, Michael A.; Solomon, David A.; Leon, Andrew C.; Mueller, Timothy I.; Shea, M. Tracie; Endicott, Jean; Keller, Martin B. . The Journal of Nervous and Mental Disease. 2006-05, 194 (5): 324–329  [2021-02-01]. ISSN 0022-3018. PMID 16699380. doi:10.1097/01.nmd.0000217820.33841.53. （原始内容存档于2021-01-12）.
244. ↑  Eaton, William W.; Shao, Huibo; Nestadt, Gerald; Lee, Hochang Benjamin; Lee, Ben Hochang; Bienvenu, O. Joseph; Zandi, Peter. . Archives of General Psychiatry. 2008-05, 65 (5): 513–520  [2021-02-01]. ISSN 1538-3636. PMC 2761826 . PMID 18458203. doi:10.1001/archpsyc.65.5.513. （原始内容存档于2020-12-16）.
245. ↑  Holma, K. Mikael; Holma, Irina A. K.; Melartin, Tarja K.; Rytsälä, Heikki J.; Isometsä, Erkki T. . The Journal of Clinical Psychiatry. 2008-02, 69 (2): 196–205  [2021-02-01]. ISSN 1555-2101. PMID 18251627. doi:10.4088/jcp.v69n0205. （原始内容存档于2020-11-27）.
246. ↑  Kanai, T.; Takeuchi, H.; Furukawa, T. A.; Yoshimura, R.; Imaizumi, T.; Kitamura, T.; Takahashi, K. . Psychological Medicine. 2003-07, 33 (5): 839–845  [2021-02-01]. ISSN 0033-2917. PMID 12877398. doi:10.1017/s0033291703007827. （原始内容存档于2020-12-06）.
247. ↑  Geddes, John R.; Carney, Stuart M.; Davies, Christina; Furukawa, Toshiaki A.; Kupfer, David J.; Frank, Ellen; Goodwin, Guy M. . Lancet (London, England). 2003-02-22, 361 (9358): 653–661  [2021-02-01]. ISSN 0140-6736. PMID 12606176. doi:10.1016/S0140-6736(03)12599-8. （原始内容存档于2021-01-13）.
248. ↑  Cassano, Paolo; Fava, Maurizio. . Journal of Psychosomatic Research. 2002-10, 53 (4): 849–857  [2021-02-01]. ISSN 0022-3999. PMID 12377293. doi:10.1016/s0022-3999(02)00304-5. （原始内容存档于2020-12-04）.
249. ↑  Rush, A. John. . The Journal of Clinical Psychiatry. 2007,. 68 Suppl 8: 4–10  [2021-02-01]. ISSN 1555-2101. PMID 17640152. （原始内容存档于2020-12-04）.
250. 1 2  Alboni, Paolo; Favaron, Elisa; Paparella, Nelly; Sciammarella, Massimo; Pedaci, Mario. . Journal of Cardiovascular Medicine (Hagerstown, Md.). 2008-04, 9 (4): 356–362  [2021-02-01]. ISSN 1558-2027. PMID 18334889. doi:10.2459/JCM.0b013e3282785240. （原始内容存档于2020-12-06）.
251. ↑  Barlow 2005，第248–49頁
252. ↑  Blair-West, G. W.; Mellsop, G. W. . The Australian and New Zealand Journal of Psychiatry. 2001-06, 35 (3): 322–328  [2021-02-01]. ISSN 0004-8674. PMID 11437805. doi:10.1046/j.1440-1614.2001.00895.x. （原始内容存档于2020-11-26）.
253. ↑  Oquendo, Maria A.; Bongiovi-Garcia, Mary E.; Galfalvy, Hanga; Goldberg, Pablo H.; Grunebaum, Michael F.; Burke, Ainsley K.; Mann, J. John. . The American Journal of Psychiatry. 2007-01, 164 (1): 134–141  [2021-02-01]. ISSN 0002-953X. PMC 3785095 . PMID 17202555. doi:10.1176/ajp.2007.164.1.134. （原始内容存档于2020-12-06）.
254. ↑  Bostwick, J. M.; Pankratz, V. S. . The American Journal of Psychiatry. 2000-12, 157 (12): 1925–1932  [2021-02-01]. ISSN 0002-953X. PMID 11097952. doi:10.1176/appi.ajp.157.12.1925. （原始内容存档于2021-01-13）.
255. ↑   (xls). World Health Organization. 2002. （原始内容存档于2013-01-16）.
256. ↑  . WHO website. World Health Organization. 2001  [2008-10-19]. （原始内容存档于2006-07-10）.
257. ↑  Andrade, Laura; Caraveo-Anduaga, Jorge J.; Berglund, Patricia; Bijl, Rob V.; De Graaf, Ron; Vollebergh, Wilma; Dragomirecka, Eva; Kohn, Robert; Keller, Martin. . International Journal of Methods in Psychiatric Research. 2003, 12 (1): 3–21  [2021-02-01]. ISSN 1049-8931. PMC 6878531 . PMID 12830306. doi:10.1002/mpr.138. （原始内容存档于2020-09-19）.
258. ↑  Kessler, Ronald C.; Berglund, Patricia; Demler, Olga; Jin, Robert; Koretz, Doreen; Merikangas, Kathleen R.; Rush, A. John; Walters, Ellen E.; Wang, Philip S. . JAMA. 2003-06-18, 289 (23): 3095–3105  [2021-02-01]. ISSN 1538-3598. PMID 12813115. doi:10.1001/jama.289.23.3095. （原始内容存档于2020-09-20）.
259. ↑  Kessler, Ronald C.; Berglund, Patricia; Demler, Olga; Jin, Robert; Merikangas, Kathleen R.; Walters, Ellen E. . Archives of General Psychiatry. 2005-06, 62 (6): 593–602  [2021-02-01]. ISSN 0003-990X. PMID 15939837. doi:10.1001/archpsyc.62.6.593. （原始内容存档于2021-01-27）.
260. ↑  Murphy, J. M.; Laird, N. M.; Monson, R. R.; Sobol, A. M.; Leighton, A. H. . Archives of General Psychiatry. 2000-03, 57 (3): 209–215  [2021-02-01]. ISSN 0003-990X. PMID 10711905. doi:10.1001/archpsyc.57.3.209. （原始内容存档于2020-12-06）.
261. ↑  崔利军，江琴普，武浩然，张武文，黄敬，靳建勋，王学义，徐建国，陶钧，张彦平，张本，张玉夫，侯海山，耿建萍，赵恩义，石光. . 中华精神科杂志. 2007, 40 (1)  [2009-09-11]. （原始内容存档于2015-05-22）.
262. ↑  石其昌，章健民，徐方忠，费立鹏，许毅，傅永利，顾卫，周夏江，王淑敏，张滢，俞敏. . 中华预防医学杂志. 2005, 39 (4)  [2009-09-11]. （原始内容存档于2015-06-18）.
263. ↑  Kuehner, C. . Acta Psychiatrica Scandinavica. 2003-09, 108 (3): 163–174  [2021-02-01]. ISSN 0001-690X. PMID 12890270. doi:10.1034/j.1600-0447.2003.00204.x. （原始内容存档于2020-12-18）.
264. ↑  Eaton, W. W.; Anthony, J. C.; Gallo, J.; Cai, G.; Tien, A.; Romanoski, A.; Lyketsos, C.; Chen, L. S. . Archives of General Psychiatry. 1997-11, 54 (11): 993–999  [2021-02-01]. ISSN 0003-990X. PMID 9366655. doi:10.1001/archpsyc.1997.01830230023003. （原始内容存档于2020-12-06）.
265. ↑  Rickards, H. . Journal of Neurology, Neurosurgery, and Psychiatry. 2005-03, 76 (Suppl 1): i48–i52  [2021-02-01]. ISSN 0022-3050. PMC 1765679 . PMID 15718222. doi:10.1136/jnnp.2004.060426. （原始内容存档于2021-11-10）.
266. ↑  Strik, J. J.; Honig, A.; Maes, M. . Progress in Neuro-Psychopharmacology & Biological Psychiatry. 2001-05, 25 (4): 879–892  [2021-02-01]. ISSN 0278-5846. PMID 11383983. doi:10.1016/s0278-5846(01)00150-6. （原始内容存档于2020-12-04）.
267. ↑  Jorm, A. F. . Psychological Medicine. 2000-01, 30 (1): 11–22  [2021-02-01]. ISSN 0033-2917. PMID 10722172. doi:10.1017/s0033291799001452. （原始内容存档于2021-01-07）.
268. ↑  Weich, S.; Lewis, G. . BMJ (Clinical research ed.). 1998-07-11, 317 (7151): 115–119  [2021-02-01]. ISSN 0959-8138. PMID 9657786. doi:10.1136/bmj.317.7151.115. （原始内容存档于2021-01-11）.
269. ↑  Mathers, Colin D; Loncar, Dejan. . PLoS Medicine. 2006-11, 3 (11)  [2021-02-01]. ISSN 1549-1277. PMC 1664601 . PMID 17132052. doi:10.1371/journal.pmed.0030442. （原始内容存档于2021-01-04）.
270. ↑  Andrews, Gavin. . Canadian Journal of Psychiatry. Revue Canadienne De Psychiatrie. 2008-07, 53 (7): 420–427  [2021-02-01]. ISSN 0706-7437. PMID 18674396. doi:10.1177/070674370805300703. （原始内容存档于2020-12-04）.
271. ↑  World Health Organization（WHO）.  (PDF). 2004  [2009-01-30]. （原始内容存档 (PDF)于2013-06-23）.
272. ↑  Kessler, R. C.; Nelson, C. B.; McGonagle, K. A.; Liu, J.; Swartz, M.; Blazer, D. G. . The British Journal of Psychiatry. Supplement. 1996-06, (30): 17–30  [2021-02-01]. ISSN 0960-5371. PMID 8864145. （原始内容存档于2021-01-25）.
273. ↑  Hirschfeld, Robert M. A. . Primary Care Companion to the Journal of Clinical Psychiatry. 2001-12, 3 (6): 244–254  [2021-02-01]. ISSN 1523-5998. PMC 181193 . PMID 15014592. doi:10.4088/pcc.v03n0609. （原始内容存档于2021-01-24）.
274. ↑  Sapolsky Robert M. . Henry Holt and Company, LLC. 2004: 291–98. ISBN 0-8050-7369-8.
275. ↑  Grant, B. F. . Journal of Substance Abuse. 1995, 7 (4): 481–497  [2021-02-01]. ISSN 0899-3289. PMID 8838629. doi:10.1016/0899-3289(95)90017-9. （原始内容存档于2021-01-25）.
276. ↑  Hallowell EM, Ratey JJ. . New York: Ballantine Books. 2005: 253–55. ISBN 0-345-44231-8.
277. ↑  Bair, Matthew J.; Robinson, Rebecca L.; Katon, Wayne; Kroenke, Kurt. . Archives of Internal Medicine. 2003-11-10, 163 (20): 2433  [2022-01-16]. ISSN 0003-9926. doi:10.1001/archinte.163.20.2433. （原始内容存档于2020-09-09） （英语）.
278. ↑  Roughan, William H.; Campos, Adrián I.; García-Marín, Luis M.; Cuéllar-Partida, Gabriel; Lupton, Michelle K.; Hickie, Ian B.; Medland, Sarah E.; Wray, Naomi R.; Byrne, Enda M.; Ngo, Trung Thanh; Martin, Nicholas G. . Frontiers in Psychiatry. 2021, 12. ISSN 1664-0640. doi:10.3389/fpsyt.2021.643609/full#sm1.
279. ↑  Schulman J and Shapiro BA. . Psychiatric Times. 2008, 25 (9)  [2009-08-22]. （原始内容存档于2020-03-06）.
280. ↑  邸杰. . 中国医药指南. 2009, 7 (7)  [2009-09-11]. （原始内容存档于2015-06-18）.
281. ↑  曲淼，唐启盛. . 北京中医药大学学报. 2004, 27 (1)  [2009-09-11]. （原始内容存档于2015-06-28）.
282. ↑  胡随瑜，张宏耕，郑林，张海男，陈泽奇，陈昌华，赵志付，王新本，刘发荣，李顺民，黄信初，俸建林，张捷. . 中国医师杂志. 2003, 5 (10)  [2009-09-11]. （原始内容存档于2015-06-03）.
283. ↑  彭计红，梅晓云. . 中医药学刊. 2003, 21 (11)  [2009-09-11]. （原始内容存档于2015-06-19）.
284. ↑  周仁义，李淑英. . 中医杂志. 2008, 49 (1)  [2009-09-11]. （原始内容存档于2014-07-05）.
285. ↑  王小云，沈碧琼，张春玲. . 广东医学. 2001, 22 (6)  [2009-09-11]. （原始内容存档于2015-06-18）.
286. ↑  钟宝亮，黄悦勤，李会娟. . 中国心理卫生杂志. 2008, 22 (9)  [2009-09-11]. （原始内容存档于2014-07-05）.
287. ↑  Hippocrates, Aphorisms, Section 6.23
288. ↑  depress. (n.d.). Online Etymology Dictionary. Retrieved June 30, 2008, from Dictionary.com （页面存档备份，存于）
289. ↑  . archive.nytimes.com.   [2021-02-01]. （原始内容存档于2021-01-13）.
290. ↑  Berrios, G. E. . The British Journal of Psychiatry: The Journal of Mental Science. 1988-09, 153: 298–304  [2021-02-01]. ISSN 0007-1250. PMID 3074848. doi:10.1192/bjp.153.3.298. （原始内容存档于2020-09-20）.
291. 1 2  Lewis, Aubrey J. . Journal of Mental Science. 1934-01, 80 (328): 1–42. ISSN 0368-315X. doi:10.1192/bjp.80.328.1 （英语）.
292. ↑  Davison, Kenneth. . Psychiatry. 2006-04, 5 (4): 115–118  [2021-02-01]. doi:10.1383/psyt.2006.5.4.115. （原始内容存档于2021-01-16） （英语）.
293. ↑  American Psychiatric Association. .  (PDF). Washington, DC: American Psychiatric Publishing, Inc. 1968: 36–37, 40  [2008-08-03]. （原始内容 (PDF)存档于2007-08-20）.
294. ↑  Schildkraut, J. J. . The American Journal of Psychiatry. 1965-11, 122 (5): 509–522  [2021-02-01]. ISSN 0002-953X. PMID 5319766. doi:10.1176/ajp.122.5.509. （原始内容存档于2020-11-22）.
295. ↑  Spitzer RL, Endicott J, Robins E.  (PDF). 1975  [2008-11-08]. （原始内容存档 (PDF)于2005-12-14）.
296. ↑  Philipp, M.; Maier, W.; Delmo, C. D. . European Archives of Psychiatry and Clinical Neuroscience. 1991, 240 (4-5): 258–265  [2021-02-01]. ISSN 0940-1334. PMID 1829000. doi:10.1007/BF02189537. （原始内容存档于2020-09-20）.
297. ↑  Gruenberg, Alan M.; Goldstein, Reed D.; Pincus, Harold Alan. . Licinio, Julio  (编).  1. Wiley. 2005-01-26: 1–12  [2021-02-02]. ISBN 978-3-527-30785-2. doi:10.1002/9783527619672.ch1. （原始内容存档于2021-05-08） （英语）.
298. ↑  . Acta Psychiatrica Scandinavica. Supplementum. 2007, (433): 4–183  [2021-02-01]. ISSN 0065-1591. PMID 17280564. doi:10.1111/j.1600-0447.2007.00956.x. （原始内容存档于2020-09-20）.
299. ↑  Fink, Max; Bolwig, Tom G.; Parker, Gordon; Shorter, Edward. . Acta Psychiatrica Scandinavica. 2007-02, 115 (2): 89–92  [2021-02-01]. ISSN 0001-690X. PMC 3712974 . PMID 17244171. doi:10.1111/j.1600-0447.2006.00943.x. （原始内容存档于2020-09-20）.
300. ↑  Healy, David. . Cambridge, MA: Harvard University Press. 1999: 42. ISBN 0-674-03958-0.
301. ↑  Burlingame, Michael. . Urbana: University of Illinois Press. 1997. ISBN 0-252-06667-7.
302. ↑  Maloney F. . Slate magazine. Washington Post. 2005-11-03  [2008-10-03]. （原始内容存档于2008-09-25）.
303. ↑  Karasz, Alison. . Social Science & Medicine (1982). 2005-04, 60 (7): 1625–1635  [2021-02-01]. ISSN 0277-9536. PMID 15652693. doi:10.1016/j.socscimed.2004.08.011. （原始内容存档于2021-01-24）.
304. ↑  Tilbury, Farida; Rapley, Mark. . Health Sociology Review. 2004-09, 13 (1): 54–64. ISSN 1446-1242. doi:10.5172/hesr.13.1.54 （英语）.
305. ↑  Parker, G.; Gladstone, G.; Chee, K. T. . The American Journal of Psychiatry. 2001-06, 158 (6): 857–864  [2021-02-01]. ISSN 0002-953X. PMID 11384889. doi:10.1176/appi.ajp.158.6.857. （原始内容存档于2020-11-11）.
306. ↑  Parker, Gordon. . BMJ (Clinical research ed.). 2007-08-18, 335 (7615): 328  [2021-02-01]. ISSN 1756-1833. PMC 1949440 . PMID 17703040. doi:10.1136/bmj.39268.475799.AD. （原始内容存档于2020-09-19）.
307. ↑  Pilgrim, David. . Journal of Mental Health. 1999-01, 8 (1): 1–2. ISSN 0963-8237. doi:10.1080/09638239917580 （英语）.
308. ↑  Steibel W（Producer）. . Debatesdebates. 1998-03  [2008-11-16]. （原始内容存档于2008-12-28）.
309. ↑  Blazer DG. . New York, NY, USA: Routledge. 2005. ISBN 978-0415951883.
310. ↑  Hillman J（T Moore, Ed.）. . New York, NY, USA: Harper & Row. 1989: 152–53. ISBN 0060161329.
311. ↑  Seymour, Miranda. . Grove Press. 2002: 560–61. ISBN 0802139485.
312. ↑  . pbs.org.   [2008-08-19]. （原始内容存档于2016-09-26）.
313. ↑  Burlingame, Michael. . Urbana: University of Illinois Press. 1997. ISBN 0-252-06667-7.
314. ↑  香港經濟日報HKET. . 香港經濟日報HKET.   [2025-06-01] （中文（繁體））.
315. ↑  . www.depression.org.tw.   [2025-06-01] （中文）.
316. ↑  Pita E. . 2001-09-26  [2008-10-03]. （原始内容存档于2016-03-03）.
317. ↑  Jeste, Neelum D.; Palmer, Barton W.; Jeste, Dilip V. . The American Journal of Geriatric Psychiatry: Official Journal of the American Association for Geriatric Psychiatry. 2004-07, 12 (4): 370–375  [2021-02-01]. ISSN 1064-7481. PMID 15249274. doi:10.1176/appi.ajgp.12.4.370. （原始内容存档于2020-09-20）.
318. ↑  James H. (编). . Montana USA: Kessinger Publishing Co. 1920: 147–48. ISBN 978-0766175662.
319. ↑  Hergenhahn 2005，第311頁
320. ↑  Cohen D. . London, UK: Routledge & Kegan Paul. 1979: 7. ISBN 0710000545.
321. ↑  Andreasen, Nancy C. . Dialogues in Clinical Neuroscience. 2008, 10 (2): 251–255  [2021-02-01]. ISSN 1294-8322. PMC 3181877 . PMID 18689294. doi:10.31887/DCNS.2008.10.2/ncandreasen. （原始内容存档于2020-12-11）.
322. ↑  Simonton, DK. . Psychiatric Times. 2005-06, 22 (7)  [2009-10-06]. （原始内容存档于2009-01-14）.
323. ↑  Heffernan CF. . Pittsburgh, PA, USA: Duquesne University Press. 1996. ISBN 0820702625.
324. ↑  John Stuart Mill. .  (txt). Project Gutenberg EBook. 2003: 1826–32  [2008-08-09]. ISBN 1421242001. （原始内容存档于2008-09-21）.
325. ↑  Sterba, R. . W. Levi. Psa. Rev. XXXII, 1945, pp. 86–101.. Psychoanal Q.,. 1947, 16: 271–272  [2009-10-06]. （原始内容存档于2009-01-12）.
326. ↑   (PDF). Black Dog Institute website. Black Dog Institute. 2005-01  [2008-08-18]. （原始内容 (PDF)存档于2008-09-10）.
327. ↑  Jorm AF, Angermeyer M, Katschnig H. . Andrews G, Henderson S （eds）  (编). . Cambridge University Press. 2000: 409. ISBN 0-521-66229-X.
328. ↑  Paykel, E. S.; Tylee, A.; Wright, A.; Priest, R. G.; Rix, S.; Hart, D. . The American Journal of Psychiatry. 1997-06, 154 (6 Suppl): 59–65  [2021-02-01]. ISSN 0002-953X. PMID 9167546. doi:10.1176/ajp.154.6.59. （原始内容存档于2021-01-09）.
329. ↑  Paykel, E. S.; Hart, D.; Priest, R. G. . The British Journal of Psychiatry: The Journal of Mental Science. 1998-12, 173: 519–522  [2021-02-01]. ISSN 0007-1250. PMID 9926082. doi:10.1192/bjp.173.6.519. （原始内容存档于2020-11-24）.

## 外部連結
- （中文）世界卫生组织网站 健康主题——抑郁症 （页面存档备份，存于）
- （中文）中国精神疾病分类与诊断标准
- （中文）財團法人董氏基金會 （页面存档备份，存于）
- （中文）心靈園地 （页面存档备份，存于）
- （中文）高雄市忘憂草防治協會
- （中文）中華民國生活調適愛心會 （页面存档备份，存于）
- （中文）台灣憂鬱症防治協會 （页面存档备份，存于）
- （中文）感恩行動網
- （中文）九成患者早期不重視 近半自殺者患有抑郁症 新華網
- （中文）唐代開心散治抑郁勝西藥 科大研藥方標準化 明報2012/04/11
- （英文）Clinical-Depression（页面存档备份，存于）
- （英文）DSM-IV-TR的重度抑郁症诊断标准